# Nazizm

Swastyka w wersji czarnej, skośnej i prawoskrętnej została jednym z symboli partii nazistowskiej (niem. NSDAP). Po przejęciu przez nią władzy w Niemczech i utworzeniu III Rzeszy znak ten umieszczono w symbolach narodowych – fladze i godle

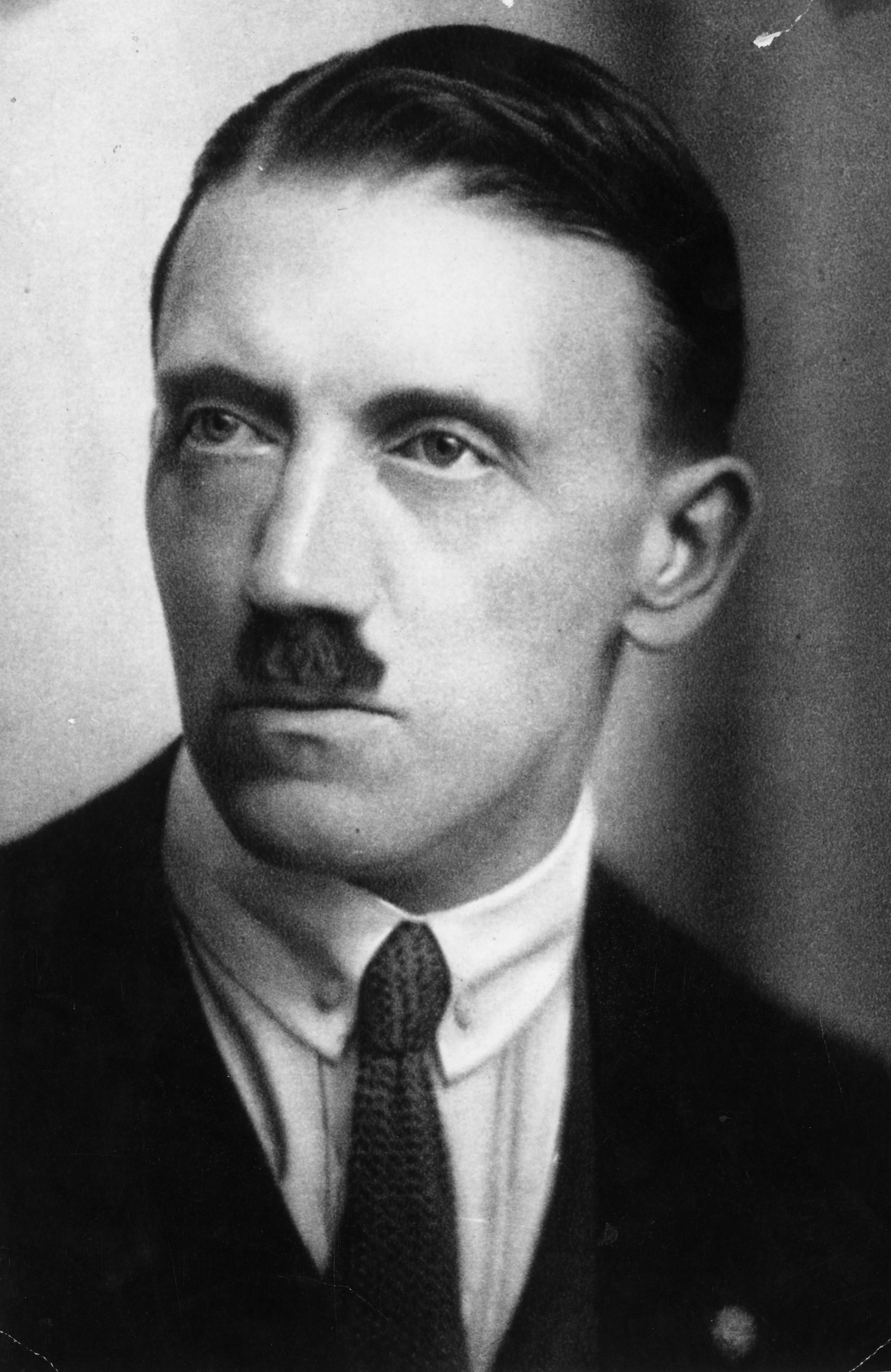
Adolf Hitler – przywódca partii nazistowskiej (niem. NSDAP) od 1921 roku. Pod jego wodzą partia ta w 1933 roku przejęła władzę w Republice Weimarskiej, a sam Hitler został wtedy kanclerzem Niemiec. Jako dyktator III Rzeszy Hitler nosił tytuł wodza, niem. Führer

Flaga Schutzstaffel (SS) – bojówki NSDAP utworzonej w czasie kierownictwa Adolfa Hitlera na bazie Sturmabteilung (SA). Podobnych symboli jak piorun używały też inne organizacje narodowosocjalistyczne i faszystowskie jak Brytyjska Unia Faszystów i polska Narodowo-Socjalistyczna Partia Robotnicza

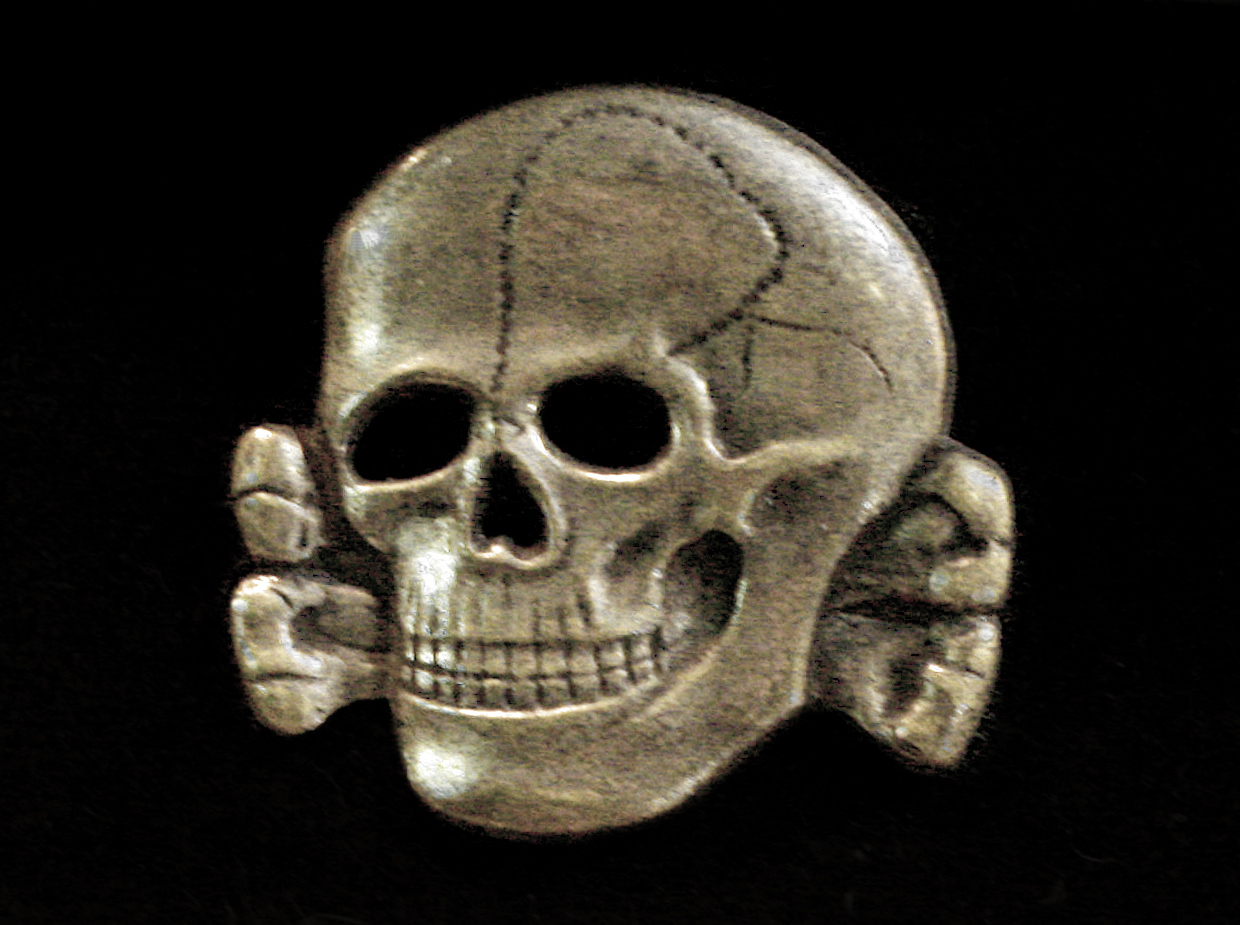
Symbol Totenkopf w wersji nazistowskiej, używanej przez SS

Nazizm (niem. Nazismus, skrót od Nationalsozialismus), również narodowy socjalizm, hitleryzm, nacyzm – ideologia Narodowosocjalistycznej Niemieckiej Partii Robotników (niem. NSDAP) założonej po I wojnie światowej. Niemiecka, skrajna odmiana faszyzmu, zaliczana do skrajnej prawicy. 
Nazizm cechują:
- totalitarny antydemokratyzm, opierający się na bezwzględnym posłuszeństwie wobec dyktatora (Führera), utożsamianego z państwem (zasada wodzostwa)[1];
- nacjonalizm opierający się na skrajnym szowinizmie[17] i rasizmie[18]:
  - rasizm naukowy[19][20]
  - Niemcy jako „rasa panów”;
  - antysemityzm[21], antycyganizm i antyslawizm[18];
  - darwinizm społeczny[19];
  - eugenika;
  - volkizm;
- imperializm:
  - Wielkie Niemcy – postulat zjednoczenia Niemiec z Austrią, niem. Anschluss[22][2][23];
  - ekspansjonizm – postulat kolonizacji nowych terenów, mających zapewnić Niemcom przestrzeń życiową, niem. Lebensraum[24];
- antykomunizm;
- homofobia[c][d][25];
- ambiwalentny stosunek do religii:
  - zwalczanie judaizmu i świadków Jehowy;
  - pozorna tolerancja dla głównych odłamów chrześcijaństwa jak katolicyzm i protestantyzm, pozorna współpraca z nimi (w niektórych krajach), jednak połączona z ich kontrolą i regulacją[26][27]. Wielu duchownych katolickich zginęło w obozach koncentracyjnych np. połowa duchowieństwa diecezji włocławskiej nie przeżyła wojny. 144 straciło życie w obozie koncentracyjnym Dachau[28];
  - konkurencja z wcześniejszymi religiami tworzeniem własnych, nowych form religijności[2] jak chrześcijaństwo pozytywne oraz Niemiecki Ruch Wiary.

Nazizm wyrósł m.in. na gruncie pruskiego militaryzmu; w 1920 roku partia zorganizowała bojówkę nazwaną Sturmabteilung (SA). W 1921 roku szefem partii NSDAP został Adolf Hitler, który wyłożył ideologię nazistowską w książce Moja walka (niem. Mein Kampf) wydanej po raz pierwszy w latach 1925–1927. Pod jego przywództwem NSDAP:
- upowszechniło pozdrowienie hitlerowskie – salut rzymski połączony z zawołaniami Heil Hitler! (w tłum. na pol. „Chwała Hitlerowi!”, „Cześć Hitlerowi!”, „Niech żyje Hitler!”) i Sieg Heil! (w tłum. na pol. „Niech żyje zwycięstwo!”, „Wiwat zwycięstwo!”)[32];
- utworzyło paramilitarną młodzieżówkę nazwaną potem Hitlerjugend[33] i oddziały Schutzstaffel (SS)[34];
- przeprowadziło pucz monachijski – nieudany zamach stanu w Republice Weimarskiej, skutkujący delegalizacją partii nazistowskiej;
- zaczęło odczłowieczać wrogów, nazywając ich podludźmi, niem. Untermensch[35][36][37];
- inspirowało ruchy narodowosocjalistyczne i faszystowskie w innych krajach Europy i Ameryce Północnej, m.in. w Danii (DNSAP), Holandii (NSB), Belgii (reksizm), Polsce (RRU, NSPR, PPNS), Bułgarii (NRS), Węgrzech (Strzałokrzyżowcy) i USA (AV);
- w 1933 roku przejęło władzę w Niemczech[1], tworząc III Rzeszę i czyniąc z nazizmu ideologię państwową.

Nazwa „narodowy socjalizm” jest myląca, podobnie jak pełna nazwa partii nazistowskiej NSDAP. Obecne w nich słowa „socjalizm”, „socjalistyczna” i „robotników” wyrażały nie tyle lewicową treść, co niechęć do wolnorynkowego liberalizmu gospodarczego, który był uznawany przez Hitlera za „żydowski wynalazek”. Hitler doszedł do władzy dzięki poparciu Niemieckiej Narodowej Partii Ludowej (niem. DNVP) – konserwatywnej i skrajnie prawicowej partii politycznej, kierowanej przez bogatego biznesmena Alfreda Hugenberga. NSDAP cieszyła się wsparciem finansowym ze strony niemieckich kół wielkokapitalistycznych, które widziały w niej przeciwwagę dla komunistów. Jednym z pierwszych działań Hitlera po objęciu rządów było rozbicie i delegalizacja partii lewicowych: Komunistycznej Partii Niemiec (niem. KPD) i Socjaldemokratycznej Partii Niemiec (niem. SPD). Według amerykańskiego historyka Richarda Pipesa, pełna nazwa ideologii nazistowskiej, inspirowanej włoskim faszyzmem, prawdopodobnie została utworzona również na wzór włoskiego pojęcia un socializmo nazionale. Badacz ten wskazuje, że termin „narodowy socjalizm” jako koncepcja polityczna pojawił się już w 1914 roku w artykule opublikowanym w czasopiśmie „Il Popolo d’Italia”, który najprawdopodobniej został napisany przez Benito Mussoliniego.
Skutki rządów nazistowskich to:
- aparat terroru jak obozy koncentracyjne i tajna policja Geheime Staatspolizei (Gestapo);
- rozwój eugeniki niemieckiej, m.in. wprowadzenie ustaw norymberskich;
- nasilenie prześladowań za stosunki jednopłciowe[25];
- sojusz z faszystowskimi Włochami (pakt stalowy) i Japonią (pakt antykominternowski); późniejszy pakt trzech między tymi państwami był formalizacją bloku państw Osi;
- poparcie frankistów w hiszpańskiej wojnie domowej (1936–1939)[40];
- aneksja Austrii w 1938 roku; powiększone państwo nazwano Rzeszą Wielkoniemiecką, niem. Großdeutsches Reich[41];
- masowe morderstwa eksterminujące „życie niegodne życia”:
  - akcja T4 na osobach chorych i niepełnosprawnych;
  - ludobójstwa: Żydów (holokaust), Romów (porajmos) i Słowian. Jednym z narzędzi masowych mordów były utworzone na okupowanych terenach obozy zagłady mające „ostatecznie rozwiązać kwestię żydowską”;
- wybuch II wojny światowej w 1939 roku – napaść na Polskę, a potem też inne państwa.

Po niecałych sześciu latach, w 1945 roku, wojna ta doprowadziła do upadku III Rzeszy i denazyfikacji Europy. W 1945 roku w Niemczech i Austrii zakazano szerzenia propagandy nazistowskiej, np. używania nazistowskich symboli takich jak swastyka, runy SS, czaszka Totenkopf czy pozdrowienie hitlerowskie w celach innych niż artystyczne i naukowe. Podobne zakazy wprowadzono także w innych państwach, w tym w Polsce. Mimo to w XXI wieku dalej działają ruchy neonazistowskie, zwykle używające zmienionej symboliki, choć nie zawsze (ANP i NSM). Część nazistowskich założeń, postulatów i symboli przejęły inne ruchy nacjonalistyczne takie jak Narodowodemokratyczna Partia Niemiec (niem. NPD), Złoty Świt (gr. XA) w Grecji i Partia Narodowo-Bolszewicka (ros. NBP) w Rosji.
Ideologami nazizmu oprócz Adolfa Hitlera byli m.in. Alfred Rosenberg (Mit dwudziestego wieku, niem. Der Mythos des 20. Jahrhunderts) oraz Joseph Goebbels. Nazizm nie był ruchem jednolitym – jego charakterystyczne elementy pojawiały się stopniowo, np. symbolika, część retoryki i homofobia przyszły pod kierownictwem Hitlera. Do tego działacze nazistowscy różnili się poglądami, np. na gospodarkę i religię, co opisano dalej.

## Pozycja na scenie politycznej, frakcje konserwatywne i radykalne

### Ideologia

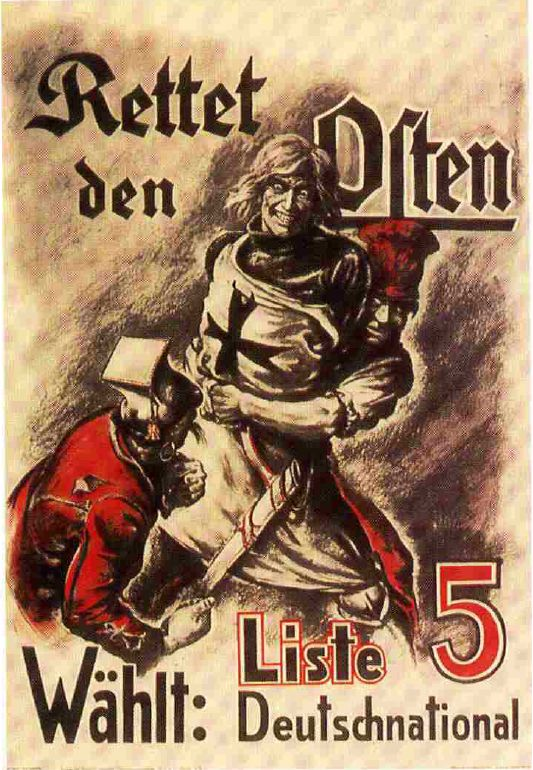
Plakat propagandowy z 1920 roku – rycerz krzyżacki symbolizujący Niemców walczy z żołnierzem polskim. Powstrzymywany przez socjalistę w czerwonej czapce frygijskiej

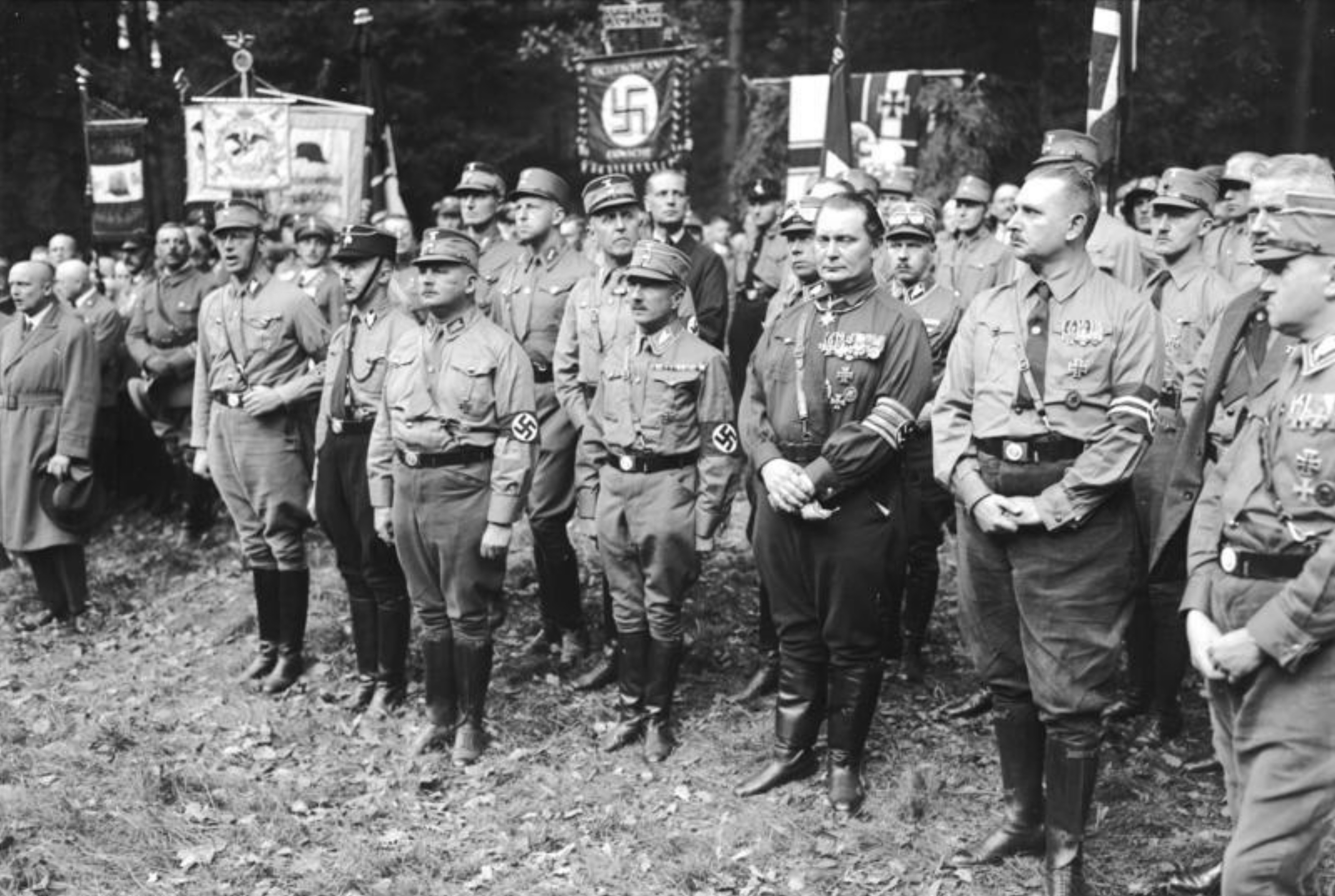
Członkowie NSDAP i prawicowo-konserwatywnej Niemieckiej Narodowej Partii Ludowej w okresie działania Frontu Harzburskiego

Po raz pierwszy w historii nazwa narodowy socjalizm pojawiła się we Francji. Użył jej Maurice Barrès w piśmie „Courier de l’Est” (artykuł: Que faut-il faire?) z 2 V 1898. Kilka lat potem zwrot ten powtórzył w artykule Socialisme et nationalisme („La Patrie” z 27 II 1903), dzięki czemu został spopularyzowany.
W kontekście dziejów Niemiec termin narodowy socjalizm pojawił się w programie założonej w 1919 roku Niemieckiej Partii Robotniczej (DAP), która w 1920 r. zmieniła nazwę na NSDAP. Zwolennicy partii określali się jako naziści. Formy tej po 1920 r. używali także przeciwnicy ideologii. Badacze nazwę doktryny przypisują konserwatywnemu myślicielowi Oswaldowi Spenglerowi, który w eseju Duch pruski a socjalizm z 1919 r. przedstawił własną koncepcję terminu socjalizm, odmienną od powszechnie z nim kojarzonego socjalizmu naukowego lewicy rewolucyjnej. Perspektywa Spenglera przedstawiała wielowiekowe zmagania Niemiec o korzystną pozycję wśród innych narodów i walkę o dominację nad nimi mającą charakter narodowej rewolucji. Tak pojęty socjalizm narodu niemieckiego przeciwstawiono parlamentaryzmowi brytyjskiemu, określonemu jako nieskuteczny, a także marksizmowi, który uznano za czynnik konfliktujący elity konserwatywne oraz zwykłych pracowników . Spengler nie był jedynym konserwatystą z którego dorobku czerpał nazizm. Innymi konserwatywnymi myślicielami, do których nawiązywali naziści, byli m.in. Georg Wilhelm Friedrich Hegel, Arthur Schopenhauer oraz Friedrich Nietzsche. Naziści nie czerpali jednak wyłącznie z niemieckiego konserwatyzmu, ich partia opierała się bowiem na wzorcach faszyzmu włoskiego, a sama NSDAP pod względem struktury przypominała włoską Narodową Partię Faszystowską. W doktrynie narodowego socjalizmu widoczne są również wyraźne inspiracje ideologią rasistowskiej prawicy francuskiej (Arthur de Gobineau).
Główny nurt światowej nauki klasyfikuje nazizm jako ideologię sytuującą się na skrajnej prawicy. Na takim stanowisku stoi m.in. Lee McGowan, który definiuje nazizm jako jeden z wielu nurtów niemieckiej prawicy. Naukowcy odpowiedzialni za zredagowanie niemieckojęzycznego opracowania krytycznego Mein Kampf określili NSDAP jako partię „prawicową”, „radykalnie prawicową”, będącą częścią „obozu niemieckiej prawicy”. Biograf Hitlera Volker Ullrich uznaje NSDAP za „radykalnie prawicową”, „nacjonalistyczną prawicę” i ugrupowanie „na prawym skrzydle sceny politycznej”. Sam Hitler jest dla niego prawicowym populistą. Dla polskiego badacza Eugeniusza Cezarego Króla naziści byli częścią szeroko rozumianych „środowisk prawicowych”. Timothy W. Ryback niekiedy określa nawet nazizm po prostu jako „prawicę”. Timothy Snyder widzi w faszyzmie i nazizmie „nową odmianę europejskiej prawicy”. Narodowy socjalizm klasyfikowany jest również jako nurt tzw. konserwatywnej rewolucji lub z nim utożsamiany.
Za prawicowe uważane są również współczesne neonazizm i neofaszyzm. Niektórzy polscy autorzy wskazują, że w XX wieku niemal wszystkie siły skrajnie prawicowe w Europie były powiązane z faszyzmem i nazizmem. Dopiero w latach 80. zaczęły odcinać się od tych powiązań zarówno w warstwie programowej, jak i personalnej.
W kręgach prawicowych pojawia się niekiedy pogląd o lewicowych i socjalistycznych korzeniach nazizmu. Niemniej jednak nawet zwolennicy takiego stanowiska wskazują na to, że ich głos jest mniejszościowy, a główny nurt nauki postrzega narodowy socjalizm jako skrajną prawicę. Część badaczy uważa utożsamianie narodowego socjalizmu z lewicą za „propagandową zasłonę dymną” prawicy, a większość z nich wskazuje na to, że nazizm był ideologią antylewicową, antymarksistowską i antysocjalistyczną (marksizm był – według nazistów – „teorią wymyśloną przez Żyda Karola Marksa po to, aby zniszczyć naród niemiecki“). Jeszcze inni badacze (w tym Karol Grünberg) podkreślają, że nazizm nie miał z socjalizmem nic wspólnego. Określenia „socjalistyczna” i „robotnicza” pojawiająca się w nazwie NSDAP były traktowane wyłącznie w kategorii ideologicznego kamuflażu. Inni wskazują, że hitleryzm nie mógł być lewicowy ani socjalistyczny, ponieważ zaprzeczał istnieniu klas i konfliktu klasowego.
Umiejscowienie nazizmu na osi lewica-prawica nie jest zgodne z definicją twórcy systemu. Adolf Hitler przedstawiał nazizm jako ideologię, która nie jest ani prawicowa, ani lewicowa, lecz synkretyczna. Hitler w Mein Kampf atakował zarówno niemieckich polityków lewicowych, jak i prawicowych. Naziści byli jednak o wiele bardziej przyjaźnie nastawieni do tradycyjnej prawicy, z którą często zawierali sojusze. Prawicowcy, monarchiści i konserwatyści (także ci o pro kapitalistycznych zapatrywaniach) popierali nazizm ze względu na jego silną niechęć do ideologii lewicowych i socjalistycznych. Franciszek Ryszka pisał, że narodowy socjalizm z upływem lat „zwracał się coraz bardziej ku konserwatywnej prawicy, w stronę kół wielkokapitalistycznych i finansowych”.
Naziści znaleźli się po I wojnie światowej pod silnym wpływem takich poglądów, jak nacjonalizm, pogarda wobec traktatu wersalskiego oraz antymarksizm, antyliberalizm i antysemityzm. Początkowo po wojnie światowej niemieccy nacjonaliści byli zdominowani przez monarchistów. Jednak jej młodsze pokolenie związane było z nacjonalizmem volkistowskim, który był bardziej radykalny i nie kładł nacisku na przywrócenie monarchii niemieckiej. Chcieli oni zlikwidować Republikę Weimarską i utworzyć nowe radykalne, silne państwo niemieckie, oparte na etyce walki, które mogłoby ożywić ducha 1914 związanego z ideą niemieckiej jedności narodowej (Volksgemeinschaft). Kluczem ideologii nazistowskiej był antysemityzm, a jego głównym nurtem był początkowo antymarksizm.
Nazizm miał w założeniu odwrócić niemieckich robotników po I wojnie światowej od ideologii komunistycznej i przyciągnąć ich do nacjonalizmu volkistowskiego. W praktyce jego bazę stanowili zrujnowani chłopi, weterani I wojny światowej i przedsiębiorcy. Ruch odwoływał się do oddziałów Freikorps, które walczyły w czasie rewolucji listopadowej z socjalistycznymi rewolucjonistami ze Związku Spartakusa i socjaldemokratami. Podstawą ideologii był volkizm stanowiący element dotychczasowej niemieckiej myśli konserwatywnej. Stąd też założenia ideologicznie nazizmu najczęściej określane są jako prawicowe.
Nazizm wprowadzał w życie zasady antyliberalnego kolektywizmu, który stał się wizytówką kultury publicznej III Rzeszy i promował etniczny fundamentalizm. Niemiecka odmiana faszyzmu jako skrajnie antyindywidualistyczna promowała zasady etatyzmu i korporacjonizmu. Sporo uwagi interwencjonistycznej gospodarce nazistowskiej poświęcili Ludwig von Mises oraz Friedrich von Hayek. Wspomniani ekonomiści uważali, że pod względem ekonomicznym nazizm promował w istocie centralne planowanie w socjalistycznym wydaniu. Należy przy tym pamiętać, że działalność obu ekonomistów zbudowana była na negacji doktryny socjalistycznej oraz zasadzie przeciwieństw między wartościami wolnego rynku, a ich socjalistycznymi antytezami. Z poglądami Misesa i Hayeka, nie zgadzają się przedstawiciele lewicy, definiujący często narodowy socjalizm jako jedną z form kapitalizmu. Zdaniem skrajnej lewicy, nazizm stanowi wręcz najwyższe i najbardziej zdeprawowane stadium kapitalizmu.

### Frakcje
W NSDAP działały zarówno frakcje konserwatywne, jak i radykalne. Konserwatyści skupieni byli wokół Hermanna Göringa. Zachęcali oni Hitlera do sojuszu z kapitalistami i reakcjonistami. Inni konserwatyści skupieni byli wokół Heinricha Himmlera i Reinharda Heydricha. Do partii Hitlera przyłączyli się synowie cesarza Wilhelma II, książę Eitel Friedrich i książę Oskar. Chcieli oni, aby naziści restaurowali monarchię. Naziści, monarchistyczna skrajna prawica i Niemiecka Narodowa Partia Ludowa oraz środowiska oficerów o nastawieniu monarchistycznym i przemysłowców zawarły w dniu 11 października 1931 roku sojusz skierowany przeciwko Republice Weimarskiej. Oficjalnie nadano mu nazwę Front Narodowy, lecz znany jest pod powszechną nazwą Frontu harzburskiego. Choć NSDAP i monarchistyczna Niemiecka Narodowa Partia Ludowa współpracowały ze sobą, partie te wzajemnie oskarżały się o reakcyjność i socjalizm.
Radykałowie, tacy jak Joseph Goebbels (do 1926 roku), byli wrogo nastawieni do kapitalizmu, bo widzieli w nim dominację Żydów. Nieformalnymi liderami frakcji byli bracia Gregor i Otto Strasser. Otto Strasser uważał, że Hitler przyjął kapitalizm. Strasser uważał, że kapitalizm Hitlera trzeba zastąpić niemieckim, solidarystycznym, narodowym socjalizmem. Strasseryści uznali spór ideowy za przejaw „walki strasseryzmu z hitleryzmem”. W 1926 roku grupa Strassera próbowała dokonać rewizji programu NSDAP wprowadzając do niego mocniejsze akcenty anty-kapitalistyczne, próba ta została jednak powstrzymana przez Hitlera i Federa na konferencji w Bambergu. Od tego czasu Goebbels zmienił swoje poglądy, przeszedł na stronę Hitlera i poróżnił się ze Strasserami, w 1930 roku odnosił się do Strasserów wrogo.
Hitler stał po stronie konserwatystów, nie traktował poważnie antykapitalistycznych punktów programu NSDAP z 1920 roku. W 1930 roku wg relacji Walthera Funka Hitler krytycznie wypowiadał się na temat upaństwowienia gospodarki: „W rozmowie ze mną i w rozmowie z przemysłowcami i kapitalistami, z którymi go poznałem wielokrotnie podkreślał, że jest wrogiem gospodarki upaństwowionej i tak zwanej 'gospodarki planowej'”. W 1926 roku na konferencji w Bambergu zablokował zmiany w programie postulowane przez Strasserów. W 1930 roku po zbliżeniu z burżuazyjną prawicą zdecydował o wydaleniu Otto Strassera z NSDAP, co praktycznie uciszyło „lewicową” frakcję w partii. Jak notował wówczas Goebbels: Hitler „nie znosi Strasserów i surowo ocenia ten salonowy socjalizm”. Gregor Strasser pozostał w partii po wydaleniu brata, został jednak zamordowany w 1934 roku podczas nocy długich noży. Po przejęciu władzy naziści zachowali system kapitalistyczny.

## Geneza
Narodowy socjalizm jest skrajną ideologią powstałą jako wynik rozwoju społeczeństwa masowego, opartą na pierwiastkach szowinistycznych i rasistowskich.
Gwałtowna przemiana świata, industrializacja, urbanizacja i upadek dotychczasowych więzi w 2 poł. XIX w. skłaniały do poszukiwania nowych idei, dających zagubionym masom ludzkim poczucie sensu egzystencji. Głosząca indywidualizm ideologia liberalna nie mogła dotyczyć takich pojęć, gdyż była ufundowana na negacji wszelkich dotychczasowych pewników i kształtowania się opozycji do tradycyjnych pojęć i wartości, również religijnych. Społeczeństwo niemieckie, wyrwane w wyniku uprzemysłowienia ze starych struktur, szukało nowych systemów normatywnych w nacjonalizmie, szczególnie popularnym po zjednoczeniu Niemiec (1870). Nacjonalizm ten połączył się z silną jeszcze wiejską mentalnością większości Niemców, tworząc ideologię tzw. volkizmu.

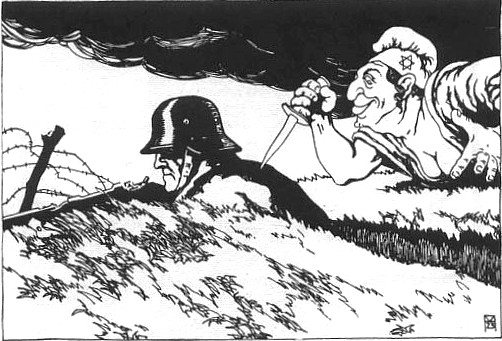
Nacjonalistyczny plakat propagandowy przedstawiający zdradę lewicy w czasie I wojny światowej (czyli rewolucję niemiecką). Rewolucjonista ukazany został jako Żyd

### Narodowy socjalizm przed 1918
Niemiecki narodowy socjalizm zapoczątkowała Niemiecka Partia Robotnicza (Deutsche Arbeiterpartei), założona w 1903 w Uściu nad Łabą (Austro-Węgry). Powstała w wyniku konfliktu między robotnikami niemieckimi i czeskimi, który ignorowała internacjonalistycznie nastawiona Socjaldemokratyczna Partia Robotnicza Austrii. Za cel stawiała sobie stworzenie „ludowej wspólnoty” (Volksgemeinschaft) broniącej niemieckich robotników od „ekonomicznego, politycznego i kulturalnego ucisku”; program z Jihlavy (1913) dodał hasła antysemickie. W wyborach 1911 r. zdobyła trzy mandaty. Przywódcami DAP byli Alois Ciller, Walter Riehl, Rudolf Jung, Ferdinand Burschofsky i Walter Gattermayer. Od ok. 1910 r. partia nieoficjalnie określała się jako narodowo-socjalistyczna, w 1918 r. zmieniła nazwę na Deutsche Nationalsozialistische Arbeiterpartei.

### Volkizm
Volkizm to specyficzna, niemiecka ideologia rasistowska, na kształt predestynacji. W nacjonalizmie i rasizmie niemieckim od czasów Johanna G. Fichtego (1762–1814) ta protestancka teza została przekształcona w doktrynę o istnieniu narodów predestynowanych (Urvolk – „pranaród” Fichtego; Volksgeist – „duch narodu” Hegla), która, po zlaicyzowaniu tej doktryny w epoce pozytywizmu, przekształciła się w paranaukowy dyskurs o istnieniu rzekomo wyższych i niższych ras ludzkich. Teorie rasowe Anglika Houstona S. Chamberlaina (1855–1927) i Francuzów: Arthura de Gobineau i Georges’a Vacheza de Lapouge’a (1854–1936) przyczyniły się do nadania rasizmowi volkistowskiemu statusu naukowego i zainteresowania się nim przede wszystkim wykształconych warstw społeczeństwa niemieckiego epoki wilhelmiańskiej.
Volkizm nie ma nic wspólnego z nauką. Jest ruchem o charakterze neoromantycznym, irracjonalnym, skłaniającym się w kierunku panteistycznej mistyki „krwi i ziemi” (Blut und Boden). Ideologia „niemieckiej rewolucji”, propagowana przez volkizm, zakładała odrzucenie wszystkich zdobyczy industrializacyjnych i towarzyszącej im ideologii liberalizmu poprzez powrót do życia wiejskiego, wzorowanego na preindustrialnym i preliberalnym średniowieczu. Początki volkizmu są pozapolityczne – chodziło o odzyskanie zagubionego mistycznego kontaktu z przyrodą i kosmosem.
Volkizm jest panteistyczny, głosi jedność duszy ludzkiej z otaczającym ją światem; dusza człowieka jest częścią większej duszy volku, a ta – duszy świata. Dusza volku kształtowana jest przez krajobraz (Landschaft) i raz ukształtowana nie podlega zmianie. Ta rasistowsko-religijna teoria uczy, że cechy narodowe są uzależnione od krajobrazu, w jakim ukształtował się naród na początku swoich dziejów; np. cechy Żydów ukształtowały się na pustyniach arabskich i dlatego naród ten ma cechować płytkość, jałowość, oschłość. Brak głębi i sił twórczych ma być odbiciem upałów i towarzyszącego im uczucia bezsensu, typowego dla klimatu pustynnego; wyrazem tego rzekomego spodlenia ma być wygląd zewnętrzny Żydów, szczególnie charakterystyczny nos, oraz zapach cebuli i czosnku. Odwrotnością jest klimat Północy, charakteryzujący się wilgotnymi i zimnymi lasami Pragermanii, gdzie ludzie z utęsknieniem wyglądają słońca – dlatego Niemcy są ludźmi światła (Lichtmenschen); ich blond włosy i niebieskie oczy wskazują na czystość duszy (w rzeczywistości wizja, iż Aryjczyk jest niebieskookim blondynem, rozpowszechniła się dzięki volkistowskiemu malarzowi Hugo Höppenerowi, tworzącemu pod pseudonimem „Fidus”). Pragermanie, jako lud osiadły, mają być z natury zakorzenieni w ziemi; Żydzi, jako pierwotni koczownicy, mają być ludem naturalnie wykorzenionym, o mentalności nomadów, niezdolnym pokochać ojczyzny i zakorzenić się trwale w jakiejkolwiek ziemi. Ich nomadyzm rzekomo ujawnia się w postaci naturalnej skłonności do kosmopolityzmu.
Ideolodzy volkizmu utożsamili Żydów z powstawaniem wielkich miast, procesem industrializacji i narodzin stosunków kapitalistycznych (Walter Riehl, Werner Sombart), a ponieważ stosunki te wytworzyły demokrację, to również ją przypisano Żydom. Niemcy mieli być z natury narodem apolitycznym, przeciwnym polityce i partiom (Thomas Mann, Betrachtungen eines Unpolitischen, Berlin 1918). Tej apokalipsie nowoczesności przeciwstawiano wizję tradycyjnego niemieckiego Bauera, nie znającego pojęcia zysku, egoizmu i relatywizmu moralnego. Chłop stał się ucieleśnieniem mitu zdrowego moralnie Niemca, walczącego z przybyszem z miasta – czyli zajmującym się handlem Żydem. Niektórzy volkiści opowiadali się za przywróceniem niewolnictwa dla ras niższych, szczególnie Żydów. Niechęć kulturowa i ekonomiczna do Żydów dosyć szybko nabrała charakteru brutalnego; w licznych powieściach volkistowskich Niemcy zaczęli mordować swoich żydowskich panów i wyzyskiwaczy, co dało powód do przekonania, że rasy walczą ze sobą nie na polu kultury, lecz w siłowej konfrontacji na śmierć i życie.
U niektórych ideologów wczesnego volkizmu (Paul de Lagarde) pojawiał się nawet pomysł stworzenia nowej, monolatrycznej religii niemieckiej, będącej mieszanką wskrzeszonych starogermańskich mitów i chrześcijaństwa. Przyczynkiem było przekonanie, że każdy naród powinien mieć własną, narodową religię, a także własną koncepcję prawdy i kłamstwa (fałszu). Niektórzy volkiści twierdzili, że niemiecka religia narodowa powinna zasymilować chrześcijaństwo, zastępując postać Jezusa Chrystusa – niemieckim Volkiem. Inni uważali, że Jezus nie urodził się w rodzinie żydowskiej, lecz był Germaninem, a matka Boska jest matką wszystkich plemion germańskich. Eugen Diederichs wyszedł z założenia, iż słońce jest jedynym niemieckim bogiem; zapoczątkował on coroczne obchody starogermańskich świąt wiążących się z kultem słońca, np. organizował uroczystości religijne w dniach przesilenia letniego. Z kultu słońca późniejszy nazizm przejął jego symbol – swastykę.
Volkizm odrzucił wszelką myśl uniwersalistyczną na rzecz prawd partykularnych o narodowym obliczu, które powstają w czasie rozwoju historycznego. W praktyce oznaczało to, że prawda obiektywna jest niepoznawalna lub w ogóle nie istnieje. Ten nihilizm znalazł wkrótce filozofa, który nadał mu formę wysoce intelektualną – Martina Heideggera i jego koncepcję nieistnienia niezmiennego i uniwersalnego „bytu” na korzyść partykularnego i historycznie zmiennego „bycia”. Heidegger był entuzjastą nazizmu.
Volkizm, mimo swojego irracjonalnego charakteru, zdobył status światopoglądu naukowego. Osiągnął to dzięki wykorzystaniu zdobyczy nauki pozytywistycznej, a szczególnie jej kierunku zwanego „rasowo-antropologicznym”, który dokonał pseudonaukowej racjonalizacji teorii rasistowskich. Cechy przeciętne czaszek przedstawicieli różnych ras połączono z popularnymi stereotypami ufundowanymi na specyficznej kulturze narodów rasy te reprezentujących, przypisując wszystkim Semitom cechy żydowskie, Aryjczykom – cechy europejskiej kultury, a wymyślonym przez volkizm nordykom (rasa taka w rzeczywistości w ogóle nie istnieje) – podretuszowane cechy niemieckie. Rzeczywista wartość naukowa tych badań była nikła; ponadto zawierała w sobie błąd podstawowy: badano przedstawicieli ras, które arbitralnie uznano za czyste, podczas gdy rasy w stanie czystym w ogóle na ziemi nie występują (przez tysiąclecia wymieszały się); np. w badaniach rodowitych Niemców, już po zwycięstwie nazizmu w Niemczech, okazało się, że zaledwie 7% populacji ma cechy czysto nordyckie, podczas gdy u Polaków – rzekomo niższych jako Słowianie – było to 13%; Wyniki te zostały utajnione na rozkaz Adolfa Hitlera.
Aż do 1918 volkizm był ruchem marginalnym politycznie, bardziej niż doktrynę przypominał hobby łączące zamiłowanie do niemieckiego folkloru z niechęcią do liberalnej, miejskiej cywilizacji. Dominującym kierunkiem nacjonalizmu był pruski, połączony z monarchią, nacjonalizm państwowy. Upadek cesarstwa (1918) stanowił nowy impuls dla nacjonalizmu, który rozwijał się bez wsparcia, ale i ograniczenia, ze strony konserwatywnej monarchii. Nacjonalizm niemiecki natrafił na niezwykle korzystne warunki; Niemcy były zszokowane porażką w I wojnie światowej – wśród prawicy panowało powszechne poczucie, że wojna nie została przegrana militarnie, lecz politycznie, na skutek zdrady socjaldemokratów, którzy w listopadzie 1918 wzniecili rewolucję („cios w plecy”). Ponadto 4-letnia wojna wywołała nastroje szowinistyczne, które nie znalazły spełnienia i przeistoczyły się w nacjonalistyczną frustrację. Powstała w wyniku rewolucji listopadowej Republika Weimarska stała w sprzeczności z poglądami politycznymi większości Niemców, o czym świadczyła np. chroniczna niezdolność procedur demokratycznych do wyłonienia większości parlamentarnej, akceptującej tę republikę. Postanowienia traktatu wersalskiego wywołały poczucie narodowego upokorzenia – wszędzie zaczęły wyrastać organizacje nacjonalistyczne, głoszące ideę rewanżu za rok 1918. W takich warunkach volkizm, z doktryny mitologicznej i hobbystycznej, zaczął przekształcać się w ideologię polityczną. Było to ułatwione faktem, iż jako jedyny nurt nie był odpowiedzialny za porażkę wojenną. Upokorzeni w świecie realnym, Niemcy poczęli szukać recept na bolączki polityczne w mistyce i teozofii „rewolucji niemieckiej”, która dawała proste odpowiedzi i bez kłopotu wskazywała winnych.

## Historia

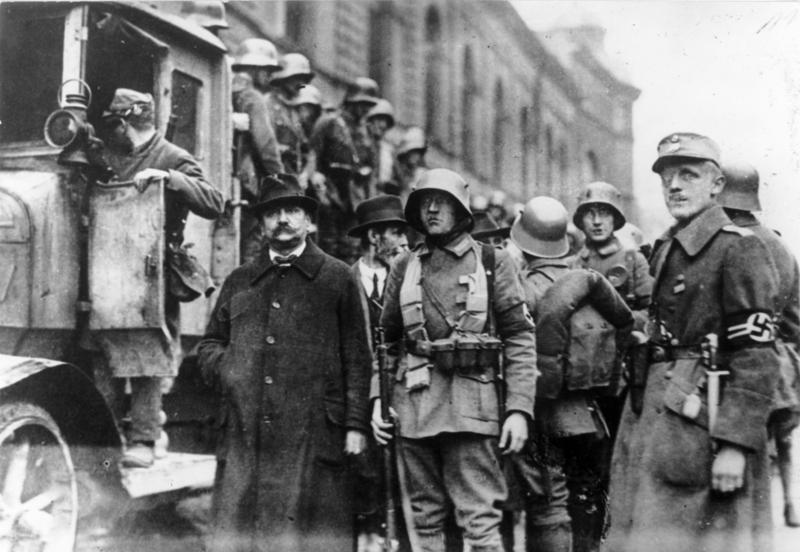
Pucz monachijski, bojówkarze SA z aresztowanym przez nich radnym socjalistycznym

Historia nazizmu łączy się trwale z postacią Hitlera, najbardziej znanego polityka ruchu, wodza (Führer) III Rzeszy. Niektórzy widzą w nim ideologa nazizmu (Mein Kampf I-II, München 1925–1927; wyd. pol. niepełne 1992).
Adolf Hitler poglądami nacjonalistycznymi zaraził się już jako nastolatek, gdy poczytywał popularne wśród młodzieży pisma „Linzer Fliegende Blatter” i „Der Scherer”. Gazety propagowały kult Germanów i postulowały idee ruchu wszechniemieckiego. Wzrost nastrojów nacjonalistycznych odczuł po przeprowadzeniu się do Wiednia, gdzie nie krył podziwu dla tamtejszego burmistrza, Karla Luegera, który zachęcał do walki z Żydami. Młody Hitler podziwiał antysemityzm Luegera, a ponadto aprobował poglądy grup starających się o przyłączenie Austrii do Rzeszy. Z Wiednia przeprowadził się w 1913 roku ze względu na to, iż jego zdaniem mieszkało tam zbyt dużo osób pochodzenia żydowskiego i słowiańskiego. Zasadnicze poglądy Hitlera ukształtowały się po wybuchu wojny światowej, w trakcie której wstąpił do armii niemieckiej (skądinąd sam uważał, że służba w wojsku powinna być etapem kończącym edukację każdego Niemca).
Winą za klęskę Niemiec w wojnie obarczał m.in. kobiety które miały rzekomo demoralizować niemieckich żołnierzy (Głupie listy pisane przez Niemki kosztowały życie setek tysięcy mężczyzn), Żydów, liberałów i socjalistów. Jego zdaniem grupy te z premedytacją udaremniały niemieckie działania wojenne. Po zakończeniu wojny, w maju 1919 roku brał udział w kursie oświatowo-propagandowym zorganizowanym przez Gruppenkomommando IV, celem instytucji było zwalczanie niemieckiej lewicy. W trakcie odbywania kursów, Hitler poznał innych nacjonalistów. Dołączył on do komisji która miała na celu przeprowadzanie śledztw i karanie żołnierzy i podoficerów armii opowiadających się za rewolucją socjalistyczną i Bawarską Republiką Rad.
Na okres jego pobytu w Monachium, przypadła działalność szeregu grup o charakterze szowinistycznym. Największą z takich grup był „Zakon Germański” utworzony w 1912 roku z inicjatywy barona Rudolfa von Sebottendorffa. Zakon Germański używał symboliki (w tym swastyki czy przywitania „Heil und Sieg” – Zbawienie i zwycięstwo) która została następnie przyjęta przez nazistów. Rudolf von Sebottendorff wynajął kilka lokali, które przeznaczył do przeprowadzenia narad organizacji o charakterze konserwatywnym. Zakon przekształcił się w stowarzyszenie „Thule”. Nazwa stowarzyszenia pochodziła od nazwy mitycznej wyspy szczęścia położonej na północy. Stowarzyszenie zasiliło blisko tysiąc osób, w tym studenci, główny trzon stanowili jednak kupcy i dziennikarze. Członkami grupy byli m.in. Rudolf Heß i Hans Frank. W październiku 1919 roku członkowie grupy, Karl Harrer i Anton Drexler dostali zadanie utworzenia tzw. Politycznego Koła Robotniczego – analogicznie utworzona została Niemiecka Partia Robotnicza.

### Utworzenie NSDAP
W przeciągu dwóch lat, DAP przekształciła się w Nationalsozialistische Deutsche Arbeiterpartei (NSDAP), w której Hitler sprawował niemalże nieograniczoną władzę. Po przejęciu władzy w partii Hitler zachował co prawda w nazwie partii słowo „socjalizm”, odrzucając jednak tę ideologię i nie odwołując się do niej. Według nazistów człon ten w nazwie partii oznaczał po prostu zobowiązanie jednostki do wspólnoty narodowej. W 1920 roku naziści, dzięki niemieckiej emigrantce z Rosji, Gertrudzie von Seidlitz, przejęli pismo „Völkischer Beobachter”, które przekształcili na dziennik o charakterze antysemickim. 24 lutego 1920 roku Hitler przedstawił 25 punktów programu NSDAP, dotyczył on głównie anulowania postanowień traktatu wersalskiego, zjednoczenia narodu niemieckiego w jedno państwo i odzyskania utraconych terenów. Ponadto wzmiankowano o zamknięciu wszystkich gazet nieprzychylnych NSDAP, a także kontroli mediów przez państwo. Zakładano utworzenie armii narodowej, a więc wprowadzenie powszechnej i obowiązkowej służby wojskowej.
W 1921 roku w partii działało już 3000 osób, w 1923 roku było ich już 30 tysięcy. Potencjalnych działaczy przyciągały wojskowy klimat partii, defilady, mundury czy marsze z pochodniami. Działaczami partii byli już m.in. syn bogatego handlarza, Rudolf Hess (w trakcie wojny pilot, a następnie żołnierz kontrrewolucyjnego Freikorpsu) który mianowany został przewodniczącym Centralnej Komisji Politycznej i syn Komisarza Rzeszy w Niemieckiej Afryce Południowo-Zachodniej, Hermann Göring, który mianowany został dowódcą bojówek Sturmabteilung. Innymi liczącymi się działaczami byli Alfred Rosenberg, Max Amann i Heinrich Hoffman.
Za swego głównego przeciwnika politycznego NSDAP uznała partie robotnicze, a zwłaszcza powstałą w 1918 roku Komunistyczną Partię Niemiec, zwalczała także aktywnie socjaldemokratów i liberalne stronnictwa mieszczańskie. Szczególną wrogością NSDAP darzyła lewicowe KPD, SPD i USPD, które według nazistowskiej propagandy były odpowiedzialne za klęskę Niemiec w I wojnie światowej (jednak rewolucja w Niemczech wybuchła dopiero po zakończeniu działań wojennych).
W lipcu 1921 roku Hitler wystosował do władz partii list, w którym zażądał stanowiska przewodniczącego NSDAP o nieograniczonych kompetencjach. Zastrzegł sobie również wyłączne prawo do współpracy z innymi organizacjami. Członkowie partii zgodzili się na to, ponieważ Hitler zyskał wpływy wśród najbogatszych mieszkańców Bawarii, a także w sferach wojskowych (m.in. w Zrzeszeniu Przemysłowym i w zakładach samochodowych Daimlera w Stuttgarcie). Status NSDAP przyjęty po objęciu pełni władzy przez Hitlera zakładał, że partia będzie działała na zasadach wodzostwa.
W październiku 1922 roku, na tzw. dzień niemiecki, NSDAP została zaproszona do Coburga na spotkanie partii i grup o charakterze nacjonalistycznym. Hitler zlekceważył apel o stawienie się z małą delegacją, zamiast tego naziści zjawili się na wiec w liczbie ośmiuset bojówkarzy i orkiestry. Już następnego dnia doszło do starć nacjonalistów z członkami ugrupowań lewicowych. W styczniu następnego roku odbył się pierwszy zjazd partii, z udziałem defilady bojówkarzy SA. 1 i 2 września naziści uczestniczyli w rocznicy zwycięstwa Prus w wojnie z Francją w 1870 roku. W trakcie spotkania Hitler zawiązał sojusz z generałem Erichem Ludendorffem, w wyniku którego doszło do utworzenia grupy Niemiecki Związek Walki – koalicji organizacji nacjonalistycznych z udziałem SA, Reichsflagge oraz Bund Oberland. 25 września kierownikiem Związku mianowany został sam Hitler.

#### Pucz monachijski
8/9 listopada 1923 r. doszło do nieudanej próby puczu w Monachium, zakończonej rozpędzeniem przez wojsko grupy narodowosocjalistycznych puczystów i aresztowaniem Hitlera. W czasie nieudanego puczu aresztowano lewicowych radnych, przedstawicieli mniejszości żydowskiej oraz zdemolowano redakcje pism socjaldemokratycznych. Sławę Hitlerowi, a tym samym i ideologii nazizmu, przyniósł proces puczystów, który uczynił z Hitlera osobę znaną. W sądzie dochodziło do wielu absurdalnych sytuacji, Hitler bezkarnie wygłaszał swoje poglądy i nazywał urzędujących ministrów „zdrajcami” czy „bandą złoczyńców”. Sam Hitler głosił się jako przedstawiciel „niemieckiego ruchu wolnościowego” którego celem nie było objęcie żadnych stanowisk państwowych, a jedynie szerzenie świadomości narodowej.
Po długim procesie został skazany na 5 lat więzienia. W czasie pobytu w zakładzie karnym napisał Mein Kampf. W okresie pobytu w więzieniu wzrosły notowania ruchu nacjonalistycznego, wynikiem tego był duży skok wzrostu poparcia dla NSDAP w wyborach. Ruch narodowosocjalistyczny domagał się wypuszczenia Hitlera na wolność, a do tej akcji dołączyli się dwaj laureaci Nagroda Nobla, Philipp Lenard i Johannes Stark – laureaci opublikowali artykuł, w którym nazwali przyszłego dyktatora „doboszem nowych Niemiec” i pochwalili go za walkę o jedność narodu i czystość ras. Ostatecznie Hitler i pozostali naziści zostali wypuszczeni z więzień w grudniu 1924.
Po wyjściu z więzienia Hitler spotkał się z premierem Bawarii, Heinrichem Heldem. Hitler zaoferował pomoc w walce z marksistami i złożył lojalność rządowi. W połowie lutego premier zgodził się zalegalizować partię nazistowską.

#### Okres walki o władzę w partii i zdobycie poparcia przedsiębiorców
Wielki kryzys spowodował załamanie się popularności wszystkich partii liberalno-demokratycznych i SPD. Miliony bezrobotnych lub przerażonych groźbą bezrobocia Niemców poszukiwało cudownej recepty na uzdrowienie gospodarki i zastępującego brakującego cesarza, męża opatrznościowego, który uratowałby ich przed pauperyzacją. Była to znakomita koniunktura dla ruchów skrajnych – w siłę rosły partie antysystemowe. W początkowej fazie narodowi socjaliści pozyskali głównie chłopów, drobnomieszczaństwo i weteranów wojennych. Z biegiem czasu Hitlerowi swoim antybolszewizmem udało się zyskać sympatię kapitalistów i burżuazji.
Po ponownej legalizacji NSDAP widoczne były podziały wewnątrzpartyjne. Doszło do konfliktu Hitlera z Gregorem Strasserem, którego najbliższym współpracownikiem był wówczas Joseph Goebbels. Konflikt spowodowany był poparciem przez Strassera postulatu konfiskaty majątków ziemskich arystokracji. Postulat Strassera został potępiony przez Hitlera. Hitler cieszył się bowiem poparciem arystokracji i tak radykalne postulaty spowodowałyby utratę sponsorów i uszczerbek w finansach partii. W lutym 1926 roku Hitler wygłosił w Hamburgu przemówienie, w którym obiecał Niemcom stabilizację, po tym wydarzeniu spotkał się on z przedstawicielami sfer przemysłowych. Kilkakrotnie podkreślił, że dwoma najważniejszymi celami nazistów są – zwalczanie postanowień traktatu wersalskiego, który miał ich zdaniem hamować rozwój gospodarczy Niemiec oraz walka z komunizmem.
Na wiosnę 1927 r. do partii nazistów dołączył Wilhelm Keppler, wpływowy kapitalista i dyrektor szeregu fabryk chemicznych, Keppler został doradcą Hitlera ds. gospodarczych. Kolejnym kapitalistą, który wstąpił do partii, był Emil Kirdorf, który przekazał NSDAP sto tysięcy marek niemieckich. Redaktor jednej z poczytnych gazet prawicowo-centrowych „Berliner Börsenzeitung”, Walther Funk stał się kierownikiem Gospodarczego Biura Prasowego partii, a także kolejnym doradcą Hitlera ds. gospodarki. Osobistego wsparcia finansowego nazistom udzieliły firmy amerykańskie, a także Hjalmar Schacht pełniący funkcję prezesa Banku Rzeszy.
Mimo zdobycia pokaźnych środków pieniężnych partia nie zdobyła znaczącego poparcia w wyborach z roku 1928. Sukcesem okazały się dopiero wybory które odbyły się dwa lata później. Po tych wyborach kontynuowano rozmowy z przedsiębiorcami a szczególnie przemysłowcami. Kontakt z NSDAP był dla kapitalistów niemieckich szansą na zdobycie popularności wśród społeczeństwa sympatyzującego z faszyzmem, a także na tanią siłę roboczą. Führer nawiązał przyjazne stosunki z Alfredem Hugenbergiem zarządzającym czasopismami i teatrami, które od tamtej chwili w dużym stopniu stały się nośnikiem propagandy nacjonalistycznej. Dzięki wpływom Hugenberga, Hitler mianował ministrem oświaty w rządzie Brunszwiku swojego zaufanego człowieka, Dietricha Klaggesa. Dzięki wpływom Klaggesa w 1932 roku Hitler uzyskał obywatelstwo niemieckie, co umożliwiło mu objęcie wpływowych stanowisk w rządzie (wcześniej był obywatelem Austrii).
Dużym plusem dla niemieckich faszystów było pozyskanie sporego grona młodzieży (na tle innych partii). Wielu młodym imponował ideał „nadczłowieka”, a także podobał się aktywny tryb życia propagowany przez partię. Wśród młodych popularność zyskała poezja Stefana George, zbuntowanego twórcy, który gardził typowym dla mieszczaństwa stylem życia. Tym samym do partii zaciągnęło się wielu młodych oficerów armii.
Hitler jako zdolny kłamca przekonał duże grono Niemców o swoich pokojowych celach, sam twierdził bowiem, że pragnie stworzyć armię narodową, a inne działania związane z agresją czy przemocą odrzuca. Prawdą jest natomiast to, że już od początku planował on zastosowanie wobec społeczeństwa masowego terroru oraz wprowadzenie surowych kar w przypadku stawiania oporu wobec jego władzy. Totalitarne plany Hitlera zostały zdemaskowane w tzw. dokumencie z Boxheim, gdzie naziści opisali plany wprowadzenia terroru.
Populistyczna propaganda nazistowska trafiła na podatny grunt. NSDAP nie tylko koncentrowała się w tym czasie na antysemityzmie (Żydów oskarżano o wbicie Niemcom noża w plecy w czasie I wojny światowej) i ideologii rewanżu, lecz także na demagogii socjalnej. W 1931 r. NSDAP powołała Front harzburski, koalicję antyrepublikańskich stronnictw prawicowych.
W serii przemówień, które Hitler wygłosił na początku lat 30., skupiał się on na atakowaniu Żydów, pacyfistów i komunistów, których obwiniał za brak stabilizacji gospodarczej. W dalszym ciągu stosowano terror fizyczny wobec działaczy ruchów lewicowych oraz Żydów.
W latach 30. i 40. partie narodowosocjalistyczne pojawiły się także w innych krajach.

##### Sukcesy wyborcze
W 1932 r. odbyły się wybory prezydenckie, jednym z kandydatów został Adolf Hitler. Po wyborach parlamentarnych NSDAP stała się najbardziej liczną grupą w parlamencie, a sam Hitler osobiście spotkał się z konserwatywnym prezydentem Paulem von Hindenburgiem. Hindenburg namawiał Hitlera do wstąpienia NSDAP do prawicowego rządu utworzonego przez Franza von Papena. Hitler w imieniu NSDAP odmówił i zaproponował, aby zamiast von Papena to on został szefem rządu.
Wyborcze plany Hitlera w dużym stopniu pokrzyżowała zbrodnia popełniona przez bojówkarzy nazistowskich 10 sierpnia 1932 roku. W Potępie na Górnym Śląsku bojówkarze SA bestialsko zamordowali weterana powstań śląskich i działacza tamtejszego KPD, Konrada Piecucha. Zbrodnia stała się przedmiotem oburzenia środowisk polonijnych. Mordercy zostali skazani na karę śmierci. NSDAP w obronie morderców zorganizowała serię demonstracji, a Hitler ogłosił, że ułaskawienie zabójców jest dla niego najważniejszą sprawą. Konserwatywne władze ostatecznie zastosowały wobec morderców prawo łaski, a po dojściu nazistów do władzy zostali oni wypuszczeni na wolność.
Zbrodnia spowodowała spadek poparcia dla nazistów i wzrost popularności komunistów. Hitler odbudował poparcie dla NSDAP na skutek umowy z właścicielem hamburskiej stoczni. W zamian za wsparcie przedstawiciele NSDAP obiecali starania o maksymalny wzrost produkcji wyrobów koncernu. W imieniu przedsiębiorców całego kraju, właściciele stoczni napisali do prezydenta list, w którym poprosili go o przyznanie Hitlerowi stanowiska kanclerza.

## Sytuacja dawnych funkcjonariuszy nazistowskich po wojnie
Pomoc w ucieczce niemieckim zbrodniarzom wojennym i funkcjonariuszom III Rzeszy zaoferowała część Kościoła katolickiego i faszyzujące reżimy półwyspu Iberyjskiego oraz Ameryki Południowej. Pierwszym ośrodkiem przerzucania nazistów była rządzona przez, określany jako faszystowski, reżim Francisco Franco Hiszpania. Samo przerzucenie zbrodniarzy zostało jednak zaplanowane bezpośrednio w Watykanie. Głównymi organizatorami akcji w Hiszpanii byli niemieccy kolaboranci – Charles Lescat, członek francuskiego ruchu nacjonalistycznego Akcja Francuska (organizacja była tłumiona przez Piusa XI a zrehabilitowana została przez Piusa XII) oraz Piere Daye, belgijski nacjonalista zachowujący dobre kontakty z rządem Państwa Hiszpańskiego. Obydwaj w końcu uciekli z Europy, z pomocą argentyńskiego kardynała Antonio Caggiano.
W ciągu 1946 roku do Hiszpanii dotarły setki zbrodniarzy wojennych i tysiące nazistów i faszystów.
W nieco późniejszym czasie za pośrednictwem Kościoła nazistowscy zbrodniarze uciekli ze swoich krajów (korzystając z paszportów watykańskich lub w przebraniu osób duchownych) do Szwajcarii i Argentyny, a następnie znajdowali oni schronienie w szeregu państw Ameryki Łacińskiej.
Byli naziści znaleźli poparcie i pozycje wśród latynoamerykańskich prawicowych dyktatorów. Jednym z bliskich współpracowników dyktatora Chile, Augusto Pinocheta, został były esesman i zbrodniarz Walter Rauff (odpowiedzialny za zabicie co najmniej 90 tysięcy Żydów). Dyktator podarował naziście willę i zapewnił ochronę przed organami ścigania. Rauff został doradcą tajnej policji politycznej DINA. Pogrzeb esesmana, w którym uczestniczyli oprócz niemieckich emigrantów, także chilijscy urzędnicy administracji, stał się demonstracją pronazistowskich sympatii wśród elit ówczesnego Chile – byłego agenta żegnano pozdrowieniem Sieg Heil.
Niektórzy naziści cieszyli się cichym wsparciem aliantów zachodnich. Jednym z nich był zbrodniarz Klaus Barbie (Rzeźnik z Lyonu) który w latach 1945–1955 był zatrudniony i chroniony przez Brytyjczyków i Amerykanów – pracował on w wywiadzie, zajmując się walką z lewicową opozycją wobec okupacji Niemiec przez zachodnich aliantów. W 1955, gdy Brytyjczycy i Amerykanie nie potrzebowali już jego usług, Barbie skorzystał z pomocy administracji watykańskiej (biskup Alois Hudal) i uciekł wraz z rodziną do Argentyny. Później przeniósł się do Boliwii i jako Klaus Altmann zamieszkał w La Paz, gdzie stał się narkotykowym bossem. Następnie brał udział w tamtejszym zamachu stanu. Według nowych źródeł, CIA mogło korzystać z pomocy zbrodniarza jeszcze pod koniec lat 60. w akcji przeciwko boliwijskim partyzantom.

## Podstawowe elementy ideologii nazistowskiej

### Rasizm
Ideologia Hitlera głosiła wyższość narodu niemieckiego, należącego do „rasy aryjskiej” (wywodzonej od Ariów – starożytnego ludu indoeuropejskiego) w stosunku do innych ras i narodów, a w szczególności nad Żydami i Cyganami. Ideę tę połączono ze zwulgaryzowaną nietzscheańską koncepcją „nadczłowieka” (Übermensch), wyższego moralnie, intelektualnie i duchowo w stosunku do „podludzi” i wywodzono z niej prawo narodu niemieckiego do panowania nad innymi narodami.
Naziści wyznawali pogląd, że mieszanie się ras (Rassenschande) powoduje ich degenerację, dlatego wprowadzili ustawodawstwo zakazujące małżeństw i stosunków seksualnych Niemców z osobami innej rasy (ustawy norymberskie). „Poprawianiu” rasy miał także służyć program eutanazji i sterylizacji osób „niepełnowartościowych” biologicznie. Realizowano też dalsze projekty w duchu eugeniki, w tym kradzież dzieci, wspieranie rozrodczości według kryteriów rasowych (ośrodki Lebensborn), rozważano wprowadzenie wielożeństwa. Poglądy rasowe determinowały w dużym stopniu politykę okupacyjną i doprowadziły do Holocaustu.
Naziści łączyli rasizm z niemieckim nacjonalizmem. Uważano narody za organizmy, które walczą o przetrwanie i ekspansję i mają prawo w tej walce stosować wszystkie dostępne środki. Planowano uzyskać przestrzeń życiową na Wschodzie (Lebensraum im Osten) dla narodu niemieckiego poprzez podbój innych narodów. Politykę tę wyznaczały oprócz motywów narodowych także rasowe: lekceważący stosunek do Słowian, rzekomo pozbawionych zdolności do rządzenia. Dla uzasadnienia konieczności ekspansji terytorialnej wykorzystywano także teorie geopolityczne.
Narodowi socjaliści kryteriom rasowo-biologicznym podporządkowali także politykę kulturalną. Zwalczano twórców pochodzenia żydowskiego, a także – jako produkt obcych ras i przejaw degeneracji – sztukę współczesną oraz jazz. Sztuka według ideału narodowosocjalistycznego powinna głosić wielkość narodu, heroizm „nadludzi”, więź z przyrodą, tradycyjne wartości rodzinne. Ideały więzi człowieka z przyrodą i ziemią ojczystą streszczał slogan Krew i Ziemia (Blut und Boden).
Z rasizmem wiązał się darwinizm społeczny – naziści uważali że określona grupa ludności, w tym wypadku Aryjczycy, jest lepiej zaadaptowana do panujących warunków niż pozostałe rasy. Niemcom, ze względu na pochodzenie, przysługiwać miały specjalne prawa arystokratyczne.

#### Antyslawizm
Na części terenów polskich utworzono Generalne Gubernatorstwo. Wobec polskiej ludności prowincji na masową skalę stosowano terror. Zdaniem nazistów rolą Polaków była niewolnicza praca. Na pierwszym miejscu naziści postawili sobie za cel wyniszczenie narodowej inteligencji. Polska miała być jedynie źródłem surowców oraz siły roboczej. Plany wymordowania całych grup społecznych stworzono już w czasie kampanii wrześniowej. Plany te naziści nazwali „politycznym oczyszczeniem terenu”. Natychmiastowej eksterminacji podlegali m.in. nauczyciele, duchowni, działacze polityczni, społeczni, kulturalni czy pracownicy administracji państwowej. Masowo wysiedlano Polaków z terenu Gdańska i Prus Zachodnich. Stosowano politykę wysiedlania całych środowisk młodzieżowych, co miało na celu wynarodowienie Polaków.
Germanizacji uległa ludność Śląska i Pomorza oraz Kaszubi i górale. Polacy wywożeni byli do Niemiec jako przymusowi robotnicy. Polscy robotnicy przymusowi nosili specjalne odznaki rozpoznawcze i byli podporządkowani policji.
Hitler planował podzielić podbite tereny ZSRR na kilka obszarów, co miało zapobiec odbudowie państwa rosyjskiego. Planowano utworzenie pięciu gubernatorstw. Do pierwszego wejść miały Białoruś, Litwa, Łotwa i Estonia – tereny te miały być zgermanizowane, przesiedleni tam mieli być Holendrzy i Duńczycy, a w krajach nadbałtyckich również Norwegowie. Według nazistów, w przyszłości kraje nadbałtyckie miały zostać włączone do Rzeszy niemieckiej jako obszary poddane całkowitemu zgermanizowaniu. Drugim gubernatorstwem miała zostać Ukraina, trzecim Kaukaz, czwartym Rosja, a piątym tereny Turkiestanu. Skutkiem podboju Europy Wschodniej miało być zdobycie terenów eksploatacji siły roboczej. Naziści zakładali, że ludność rosyjska zostanie przesiedlona na tereny Syberii, a obszar Europy Wschodniej skolonizują niemieccy osadnicy (rasy niższe miały zostać wyeliminowane). Po hipotetycznym zwycięstwie nad ZSRR i zniewoleniem narodów zamieszkujących kraj, najwyższą warstwę społeczną na tych obszarach mieli stanowić członkowie NSDAP, kolejną kastą mieli być pracownicy, a na końcu warstwa podbitych obcoplemieńców zwanych też nowoczesną warstwą niewolników.
Podbite narody ZSRR miały zostać pozbawione możliwości nauki historii swoich krajów, pozbawione możliwości czytania i pisania, a na wsiach informacje przekazywane miały być jedynie poprzez propagandowe głośniki.
Mimo wsparcia radykalnej, faszystowskiej Organizacji Ukraińskich Nacjonalistów, naziści uważali że Ukraina powinna stać się terenem kolonizacyjnym, w którym dominować będą Niemcy. Wsparcie radykałów z OUN spowodowane było pozytywnym stosunkiem ukraińskich nacjonalistów do III Rzeszy i poglądów Hitlera. OUN uważał, że naziści wspomogą Ukraińców w walce z Polakami i Sowietami. Nacjonaliści ukraińscy wspomagali działania III Rzeszy w działaniach wywiadowczych skierowanych przeciwko II RP i ZSRR. Po agresji Niemiec na ZSRR, OUN wspomógł bezpośrednio walkę Niemców z Armią Czerwoną. W zamian za wsparcie Niemców w wojnie nacjonaliści liczyli na rekompensatę ze strony rządu Rzeszy. Powołali oni Ukraińską Radę Narodową, a już tego samego dnia Niemcy internowali inicjatorów tego posunięcia. Następnie naziści zdelegalizowali wszystkie partie reprezentujące Ukraińców. Kraj został w całości włączony pod administrację Niemców. Ogół społeczeństwa ukraińskiego był nastawiony do Niemców negatywnie. Ukraińcy zmęczeni byli przymusową pracą na rzecz Niemiec i świadczeniami dla Wehrmachtu. Niemcy ponownie próbowali przeciągnąć część narodu ukraińskiego na swoją stronę po porażkach roku 1943, tym razem bez większego odzewu.

### Odrzucenie demokracji i rządy jednostki
Niemiecki narodowy socjalizm był wzorowany na włoskim faszyzmie (w mowie potocznej te terminy używane są wymiennie – z politologicznego punktu widzenia, błędnie). Hitler głosił, że „demokracja w swoich założeniach nie jest niemiecka, ale żydowska” i że ma ona na celu wyłącznie zniszczenie „aryjskiego przywództwa” (przemówienie z 22 kwietnia 1922 roku). Dlatego demokrację zastąpiono reżimem totalitarnym, który Rudolf Heß ocenił jako „najnowocześniejszą demokrację świata opartą na zaufaniu większości”. Reżim odrzucał parlamentaryzm, głosząc zasadę silnej ręki i podporządkowania się woli przywódców (Führerprinzip), a szczególnie wodza narodu i partii NSDAP, którym był Adolf Hitler. Sam Hitler na łamach „Voelkischer Beobachter” z 10 listopada 1938 roku określił siebie jako „arcydemokratę”. Naziści wprowadzili ustrój jednopartyjny i zlikwidowali wolną prasę, wolne związki zawodowe i liberalne stowarzyszenia, takie jak loże masońskie. Narodowy socjalizm, podobnie jak komunizm i faszyzm, wywodzą swoją władzę od suwerennego ludu i dlatego bywają uważane za historyczne i lokalne odmiany demokratyzmu.
Rywalizując o podobny elektorat przy pomocy (po części) zbieżnych haseł, szczególnie zdecydowanie atakowano działaczy marksistowskich, liberalnych, komunistycznych oraz socjaldemokrację. Za główny powód przegranej w I wojnie światowej uważano bunty opozycji. Postrzegając porządek narzucony traktatem wersalskim jako niesprawiedliwy, naziści dążyli do remilitaryzacji, a następnie wcielenia wszystkich ziem zamieszkanych przez Niemców – a więc przede wszystkim Austrii, Wolnego Miasta Gdańska, oraz części Czechosłowacji i Polski w obręb Rzeszy.

### Imperializm
Naziści domagali się włączenia do Niemiec terenów takich jak Austria, Alzacja, Lotaryngia, Czechy i obszaru zwanego od 1919 jako korytarz polski. Głównym celem polityki nazistów było uzyskanie Lebensraumu, czyli przestrzeni życiowej dla narodu niemieckiego. Naziści twierdzili że po I wojnie światowej w Niemczech nastąpił kryzys przeludnienia, przez co należało zapewnić narodowi nowe tereny. Od 1920 r. NSDAP publicznie promowało ekspansję Niemiec na tereny posiadane przez ZSRR.
W latach 1921–1922 Hitler chciał osiągnąć Lebensraum poprzez zmniejszenie terenów Rosji, miało do tego dojść na skutek obalenia rządu bolszewickiego przez rosyjskich antykomunistów wspartych przez Niemcy. Nastawienie to zmieniło się wraz z końcem 1922 r., gdy Hitler zaproponował utworzenie sojuszu niemiecko-brytyjskiego i wspólne zniszczenie Rosji.
Polityka Lebensraum zakładała masową ekspansję Niemców na wschód aż po Ural. Nadwyżka ludności rosyjskiej mieszkająca na zachód od Uralu miała być deportowana na wschód.

### Antykomunizm i wrogość wobec marksizmu
Po zakończeniu I wojny światowej, naziści byli jedną z wielu nacjonalistycznych i faszystowskich partii politycznych rywalizujących o przywództwo w niemieckim ruchu antykomunistycznym. Hitlerowcy twierdzili, że komunizm jest niebezpieczny dla dobrobytu narodów ze względu na zamiar likwidacji własności prywatnej, poparcie walki klasowej, ateizm, wrogość wobec drobnych przedsiębiorców i klasy średniej.
Antykomunizm był powiązany z antysemityzmem, Hitler uznaje komunizm i marksizm za spisek żydowski, mający na celu zniszczenie niemieckiego państwa narodowego i całej cywilizacji zachodniej, w Mein Kampf stwierdza:
„Jeśli Żyd przy pomocy swojego marksistowskiego wyznania wiary odniesie zwycięstwo nad narodami tego świata (...) planeta nasza będzie (...) krążyła w eterze całkowicie wyludniona. Wierzę, że działam zgodnie z intencją przepotężnego Stwórcy; broniąc się przed Żydem walczę o dzieło Pana Naszego”.
W licznych innych wypowiedziach Hitler deklaruje, że jego najważniejszym celem jest „zniszczenie marksizmu”. Uważał, że całkowite wyeliminowanie marksizmu jest warunkiem „odrodzenia” Niemiec, przy czym przez „marksizm” rozumiał wszystkie odmiany myśli lewicowej, w tym także socjaldemokratyczną partię SPD, która wówczas oddalała się od swoich korzeni marksistowskich. Za najważniejsze „występki” marksizmu uważano demokrację, pacyfizm i internacjonalizm.
Antykomunizm wynikał z doświadczeń członków partii. NSDAP została założona m.in. przez członka Towarzystwa Thule Karla Harrera. Towarzystwo wspierało paramilitarne siły rządowe Freikorps podczas tłumienia komunistycznego powstania w Bawarii w czasie rewolucji listopadowej (zob. Bawarska Republika Rad). Oprócz Harrera członkami Towarzystwa byli także współautor programu Gottfried Feder czy jeden z ważniejszych ideologów Alfred Rosenberg.
Na przełomie lat 30. i 40. naziści utworzyli podporządkowane sobie do pewnego stopnia reżimy antykomunistyczne, m.in. Francję Vichy. W krajach takich jak Francja i Wielka Brytania wspierano grupy i działaczy antykomunistycznych, m.in. prawicową organizację Cliveden set, konserwatystę Edwarda Wooda (1. hrabiego Halifaksu), Brytyjską Unię Faszystów i współpracowników premiera Neville Chamberlaina. W czasie wojny z antykomunistycznych ochotników Niemcy utworzyli nowe jednostki wojskowe, jedną z nich była 33 Dywizja Grenadierów SS (1 francuska) Charlemagne.

### Stosunek do homoseksualistów
Początkowo w ruchu nazistowskim słychać było echa młodzieżowego ruchu Wandervogel, który waloryzował homoerotyczne związki mężczyzn (Hans Blűher). Znalazło to swoje odbicie w rozpowszechnionym w szeregach SA homoseksualizmie (np. Ernst Röhm, Edmund Heines).
Po „nocy długich noży” NSDAP zaczęła jednak tępić homoseksualizm z całą surowością. Hitlerowcy uznali homoseksualizm za zniewieściały, zdemoralizowany i podważający męskość. Naziści umieszczali homoseksualistów w obozach koncentracyjnych. Ofiarami nazistów padli także niemieccy homoseksualiści. W 1928 r. w Niemczech żyło ok. 1,2 mln homoseksualistów (według szacunków specjalnej jednostki Gestapo). Naziści uznawali aryjskich homoseksualistów za „socjalnie zboczonych”, stanowiących zagrożenie na drodze prawidłowego rozwoju rasy, zdelegalizowano wszelkie instytucje, miejsca kultury oraz spotkań środowisk homo- i biseksualnych. W latach 1933–1945 ponad 100 tys. ludzi zostało aresztowanych pod zarzutem zakazanego prawnie (Paragraf 175) homoseksualizmu. Z tego 50 tys. zostało uznanych oficjalnie za homoseksualistów, 5–15 tys. z nich zginęło w obozach koncentracyjnych, reszta była więziona i torturowana.

## Polityka gospodarcza
Hitler wykazywał małe zainteresowanie sprawami gospodarczymi. Pozostawił jedynie ogólne wskazówki przyszłego ustroju Rzeszy. Uważał, że podstawą powinna być własność prywatna, która zachęca do twórczej konkurencji i innowacji technicznych. Jednocześnie zalecał wywłaszczenie tych przedsiębiorców, którzy nie popierali nazizmu. Hitler na podstawie teorii darwinizmu społecznego uważał, że nie należy lekceważyć konkurencji gospodarczej i prywatnych przedsiębiorstw jako silnika ekonomicznego.
Pierwszym ministrem gospodarki w rządzie nazistów został Alfred Hugenberg, reprezentant prawicowej Niemieckiej Narodowej Partii Ludowej, zajmującej pozycje bliskie agraryzmowi. Hugenberg kontynuował swoją pracę ministerialną po tym gdy wszystkie partie poza NSDAP zostały zlikwidowane (Narodowa Partia Ludowa została wchłonięta do NSDAP). W czerwcu Hugenberga zastąpił Kurt Schmitt, a następnie Hjalmar Schacht, który stanowisko to pełnił do 1938 roku, oraz był byłym członkiem liberalnej Niemieckiej Partii Demokratycznej. Schacht już w 1933 r. został mianowany prezesem Banku Rzeszy, a w 1934 r. Ministrem Gospodarki. Kolejny minister, Walther Funk jako pierwszy wywodził się z NSDAP.
W latach 1934–1937 przeprowadzili szereg prywatyzacji, sprywatyzowali m.in. przedsiębiorstwa kolejowe, stoczniowe, hutnicze, górnicze, banki czy municypalne zakłady użyteczności publicznej. Chociaż naziści prywatyzowali własność publiczną i usługi, jednocześnie zwiększali kontrolę państwa nad gospodarką.
Nazizm odrzucał walkę klasową i oparty na egalitaryzmie ustrój ekonomiczny, zamiast tego proponował system, w którym zachowano by własność prywatną i utworzono solidarność narodową mającą przekroczyć różnice klasowe. Według nazistów poszczególni przedstawiciele społeczeństwa powinni być nagradzani na podstawie ich zasług i talentów. Konfiskatą objęto jedynie mienia żydowskie i kościelne.

### Praca niewolnicza

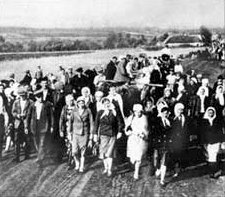
Ukraińcy prowadzeni do obozu pracy (1942)

Jeszcze przed wojną Niemcy korzystały z pracy niewolniczej. Praktyka ta rozpoczęła się już od pierwszych dni istnienia obozów koncentracyjnych, w których do niewolniczej pracy zmuszano element niepożądany, czyli bezdomnych, homoseksualistów, dysydentów politycznych, komunistów, Żydów etc. W czasie wojny do pracy zmuszano jeńców wojennych i niepożądanych z terytoriów okupowanych. Jako robotników przymusowych wykorzystywano setki tysięcy Żydów czy Słowian pracujących w niemieckich koncernach, takich jak Thyssen, Krupp, IG Farben, a nawet Fordwerke (wcześniej filia Ford Motor Company).
W 1944 roku przymusowi pracownicy składali się na jedną czwartą wszystkich niemieckich pracowników, a większość niemieckich fabryk miała własny kontyngent więźniów. Pracowników przymusowych wykorzystywano również w rolnictwie, gdzie pracowali głównie Słowianie (w większości Polacy, Rosjanie i Ukraińcy).

### Polityka społeczna
Nazistowska polityka zachęcała kobiety do pozostania w domu oraz do rodzenia dzieci. Jednam z najważniejszym punktów polityki społecznej nazistów było podniesienie stopy urodzeń. I wojna światowa, upowszechnienie wiedzy o technikach kontroli urodzeń oraz idea małej rodziny, mogącej z większym prawdopodobieństwem osiągnąć sukces ekonomiczny i zapewnić lepszy start dziecku, spowodowały spadek liczny urodzeń w Niemczech. Nazistowskie elity, program, którego celem miał być wzrost dzietności, uczyniły jednym z filarów swojej polityki społecznej. Podjęto kroki, których celem było przywrócenie patriarchalnego i autorytarnego modelu rodziny, sprzed 1914 roku. Naziści podjęli również szereg działań mających na celu przeciwdziałanie równouprawnieniu kobiet, przerywaniu ciąży, homoseksualizmowi i jawnej prostytucji. Uruchomiono program pożyczek małżeńskich. Nowożeńcy otrzymywali od państwa 1000 marek kredytu a każde urodzone dziecko, odejmowało od sumy pożyczki jego czwartą część. Oprocentowanie kredytu wynosiło 3 procent w skali miesiąca po pomniejszeniu go o sumę wynikającą z liczby urodzonych dzieci. W sytuacji gdy w rodzinie pracował ojciec a matka pozostała w domu zajmując się dziećmi, oprocentowanie spadało do 1% w skali miesiąca. Przed podjęciem decyzji o przyznaniu pożyczki finansowej, władze prześwietlały rodzinę pod kątem wartości rasowej, kondycji zdrowotnej i psychicznej.
Obok kredytów rodzinnych, przyznawano szereg celowych zasiłków na dzieci. Jednak z zastrzeżeniem, że mogły się o nie ubiegać rodziny z co najmniej czwórką dzieci poniżej 16 roku życia. Warunek ten nie dotyczył wdów, matek niezamężnych lub rozwiedzionych. Pomiędzy 1933 rokiem a 1938, państwo przyznało 1 121 000 pożyczek małżeńskich, w ich ramach, dokonano 980 000 umorzeń z powodu urodzenia dziecka.
Obok zachęt materialnych, podjęto szereg działań o charakterze propagandowym, w których prezentowano wybitne postacie historyczne, podkreślając ich pochodzenie z wielodzietnych rodzin. Deprecjonowano werbalnie chęć życia w rodzinie bezdzietnej, a samo pojęcie „rodzina”, urzędowo zarezerwowano dla rodziców posiadających co najmniej czwórkę dzieci. Polityka ta została wzmocniona przez nadawanie Krzyża Honorowego Niemieckiej Matki kobietom mającym czwórkę lub więcej dzieci. W prasie, wśród nazistowskich ideologów i partyjnych działaczy pojawiły się głosy potępiające bezdzietne małżeństwa, niespełniające swoich podstawowych celów, rodzenia dzieci. Zakłady pracy wywierały presje na swoich żonatych pracowników, nie posiadających dzieci, przypominając im o obowiązkach wobec żony.
Sam Hitler uważał, że w sposób logiczny rozwinął socjalną politykę gospodarczą, co miało nie udać się w jego mniemaniu socjaldemokracji (która związana była z marksizmem i demokratycznym ładem). Hitler stwierdził, że nazistom niepotrzebna jest socjalizacja banków, lecz socjalizacja ludzi.

#### Aborcja
Naziści postrzegali aborcję jako zbrodnię przeciwko przyszłości rasowej Niemiec. Po objęciu władzy, zamknięto ośrodki medyczne zajmujące się przerywaniem ciąży. Zakazano reklamy środków antykoncepcyjnych, choć nie ograniczono w sposób systemowy ich sprzedaży i produkcji. Podczas gdy w czasach Republiki Weimarskiej, za wykonany nielegalnie zabieg przerwania ciąży, groziła kara grzywny, po dojściu nazistów do władzy, lekarzom wykonywającym zabiegi przerywania ciąży groziły kary więzienia od 6 do 15 lat. Z drugiej jednak strony, realizując politykę czystości rasowej, naziści akceptowali i promowali aborcje płodów uznanych za pół żydowskie lub będące efektem ciąży u osób uznanych za dziedzicznie chore.

### W oczach liberalnych i lewicowych ekonomistów
Przykładem opinii liberalnego ekonomisty nt. polityki gospodarczej nazistów może być wypowiedź Ludwiga von Misesa zawarta w pracy Biurokracja z 1944 r. Według Misesa naziści wyeliminowali motyw zysku z zarządzania przedsiębiorstwem, a przedsiębiorcy byli podporządkowani Ministerstwu Gospodarki Rzeszy i jego urzędnikom. Mises podaje, że rząd określał ceny i stopy procentowe, wysokość płac i zarobków oraz ilość towarów, które mają być wyprodukowane. Ekonomista określił ten system jako Zwangswirtschaft (gospodarka nakazowa).
Inni badacze, nie przecząc kontroli państwa nad gospodarką, kładą nacisk na inne aspekty polityki społeczno-gospodarczej nazizmu: utrzymanie własności prywatnej (za czym opowiadał się sam Hitler), ograniczony (wycinkowy) charakter planowania gospodarczego, w latach 1933–1937 dochód netto wielkich korporacji wzrósł czterokrotnie. R. Grunberger zwraca uwagę, że minister gospodarki Rzeszy H. Schacht, „używał całej swej pomysłowości, aby zapewnić przedsiębiorcom rozległe pole manewru” i chronić przed bezpośrednią ingerencją NSDAP.
Badacze o orientacji lewicowej posuwają się do stwierdzenia, że „W kategoriach marksistowskich można by nawet twierdzić, że gospodarka faszystowska jest charakterystyczna dla pewnego typu rozwoju kapitalizmu w jego fazie końcowej”. Według S.J. Woolfa nazizm miał się wpisywać w naturalną tendencję kartelizacji gospodarki kapitalistycznej: „Konsekwencją tego dążenia do nienaruszania sektora prywatnego, lecz jedynie poddania go kontroli, była kumulacja istniejących tendencji kartelowych”.

## Antysemityzm

### Korzenie, ideologia
Antysemityzm NSDAP łączył poglądy antysemitów austriackich i niemieckich. Z antysemityzmu niemieckiego nazizm zaczerpnął lęk przed żydowsko-bolszewicką Rosją i mitologię Protokołów Mędrców Syjonu. Niemcy po I wojnie światowej były pełne emigrantów niemieckiego pochodzenia z Rosji i państw nadbałtyckich, którzy w dużej mierze zasilili organizacje antysemickie, podkreślali oni związki między Żydami a bolszewizmem. Utożsamianie Żydów z komunizmem było centralnym elementem nazizmu, a to właśnie Niemiec bałtycki Alfred Rosenberg stał się jednym z najważniejszych teoretyków ideologii.
Naziści nie tworzyli podziałów wśród Żydów i traktowali wszystkich w sposób jednakowy, niezależnie od ich kariery czy pochodzenia. Teza ta narodziła się z poglądu Hitlera, według którego żydowski bolszewizm tworzył zagrożenie biologiczne, wiążące się z jakimkolwiek kontaktem (a zwłaszcza seksualnym) z Żydami. Kontakty seksualne Żydów z kobietami aryjskimi określane były przez hitlerowców jako zbezczeszczenie aryjskości. Podobnie jak antysemici z okresu średniowiecza, naziści określali Żydów jako nie-ludzi, diabły i zwierzęta (Judensau) oraz traktowali Żydów jako zarazki i pasożyty.
Antysemityzm wiązał się trwale z antykomunizmem – komunistów, podobnie jak inne nurty lewicy, utożsamiono z Żydami i bolszewizmem kulturowym (Kulturbolschewismus). Nie było to do końca zgodne z prawdą, gdyż niemieccy komuniści co prawda w dużej części składali się z osób pochodzenia żydowskiego, lecz w okresie stalinizacji partii komunistycznej liczba Żydów w kierownictwie partii spadła, natomiast kierownictwo partii socjaldemokratycznej w okresie dwudziestolecia międzywojennego zdominowane było przez chrześcijańskich związkowców.
Naziści potępiali wszelkie dokonania Żydów, tak więc potępiano psychologię freudowską i dokonania Alberta Einsteina w zakresie żydowskiej fizyki.
Odpryskiem polityki nazistowskiej była fala antysemityzmu w innych krajach. Objawiała się ona m.in. w przyjęciu agresywnej rasistowskiej polityki Włoch pod rządami faszystów. Rasiści i antysemici w wielu krajach działali na rzecz Niemiec i sprzeciwiali się udziałowi swoich państw w wojnie przeciwko III Rzeszy. Jednym z takich działaczy był m.in. lotnik Charles Lindberg i inne osobistości skupione w prohitlerowskiej i rasistowskiej America First Committee. Ideologię antysemicką przyjęło wiele organizacji niemieckich na całym świecie, np. niemiecka organizacja Amerikadeutscher Volksbund działająca w Ameryce Północnej, która wprost odwoływała się do faszyzmu, a jej członkowie ubrani w charakterystyczne dla nazistów mundury obok flag amerykańskich pokazywali się z flagami z symbolem swastyki.

### Ludobójstwo

#### Geneza
11 kwietnia 1933 r. naziści wprowadzili ustawę definiującą Żydów jako osobę niearyjskiego pochodzenia, tym samym Żydzi usuwani byli z urzędów.
15 września 1935 r. wprowadzono ustawy norymberskie, które pozbawiały Żydów podstawowych praw obywatelskich i oddzieliły ich od reszty społeczeństwa niemieckiego. W tym samym roku wprowadzono dwadzieścia siedem dekretów, według których osoby starające się o rozmaite stanowiska musiały przedstawić dowód na aryjskie pochodzenie, w przypadku np. oficera SS, kandydat musiał udokumentować aryjskość genealogiczną od roku 1700. W Niemczech powstał nowy zawód – Sippenforscher zajmujący się poszukiwaniem dokumentów genealogicznych. Od sierpnia działał Komitet Bojkotu zmuszający Żydów do odsprzedawania swoich interesów po cenach minimalnych (członkowie Komitetu organizowali m.in. porwania i zabójstwa).
Do jesieni 1938 r. z kraju uciekło ponad 200 tysięcy Żydów, lecz liczba Żydów w kraju wyrównana została po przyłączeniu do Rzeszy terenów Austrii. Kolejnym pretekstem do wzmożonych represji na Żydach był zamach dokonany 9 listopada 1938 r. przez Herschela Grynszpana, który w Paryżu dokonał zamachu na dyplomatę Rzeszy. W kraju naziści rozpętali serię czystek antysemickich zwanych jako noc kryształowa. Rząd nie przeciwdziałał seriom wystąpień antysemickich, lecz wspierał je i rozpoczął pierwsze masowe wywiezienia Żydów do obozów koncentracyjnych (wywieziono wówczas 20 tysięcy osób). Ponadto za zamieszki obwiniono Żydów, których obciążono miliardowymi odszkodowaniami (około 400 milionów dolarów).
Po nocy kryształowej wprowadzono rygorystyczne prawo zakazujące małżeństw i stosunków seksualnych między Żydami a przedstawicielami innych narodowości. Żyd przyłapany na spoufalaniu się z Niemką od razu wysyłany był do obozu koncentracyjnego. Do obozu odesłany mógł zostać również Niemiec, który trafiał tam na trwającą trzy miesiące reedukację antysemicką.
Segregację rasową wprowadzono w poczekalniach, pociągach i restauracjach, a Żydów wydalono ze szkół.

#### Reakcja świata na łamanie praw człowieka w nazistowskich Niemczech
Od czasu dojścia Hitlera do władzy w Niemczech w 1933 r. rozpoczęły się tam incydentalne, a następnie coraz częstsze nazistowskie akty zbrodni na przeciwnikach politycznych, Żydach i Polakach. Świat rzadko dowiadywał się i jeszcze rzadziej reagował na łamanie praw człowieka i morderstwa w nazistowskich Niemczech przed II wojną światową.
W Niedzielę Palmową 21 marca 1937 r. w niemieckich kościołach odczytana została encyklika Piusa XI Mit brennender Sorge (z niem. „Z palącą troską”) o sytuacji Kościoła w III Rzeszy. Dokument nosił datę 14 marca 1937 r. i zawierał krytykę teologicznych aspektów polityki prowadzonej przez Niemcy rządzone przez Hitlera.
Wśród nielicznych przywódców świata apelujących na drodze dyplomacji o zaprzestanie łamania praw człowieka w Niemczech byli Fiorello La Guardia, burmistrz Nowego Jorku, który propagował bojkot niemieckich towarów w USA oraz szwedzki książę Karol Bernadotte, który przed II wojną światową aktywnie apelował do niemieckiego prezydenta Paula von Hindenburga, a w następnych latach do Niemieckiego Czerwonego Krzyża o możliwość wspólnego zbadania „domniemanych okrucieństw” w niemieckich więzieniach i obozach koncentracyjnych. Niemcy odrzucili propozycję jakichkolwiek inspekcji nazistowskich obozów koncentracyjnych. Książę osiągnął jednak sukces jako przewodniczący Szwedzkiego Czerwonego Krzyża pod koniec II wojny światowej, kiedy udało mu się wraz ze szwedzkim dyplomatą Folke Bernadotte oraz z rządem Danii zorganizować tzw. Białe autobusy, które uratowały około 17000 ludzi z niemieckich obozów śmierci. W 1944 niemiecki rząd podjął próbę zaprzeczenia swoim zbrodniom, a więc negacji Holocaustu na arenie międzynarodowej, przez zezwolenie na inspekcję obozu koncentracyjnego Theresienstadt w okupowanych Czechach przez obserwatorów międzynarodowych w towarzystwie SS-mana i stworzenie całkowicie fałszywego filmu propagandowego o dobrym traktowaniu Żydów w tymże obozie.

#### Realizacja

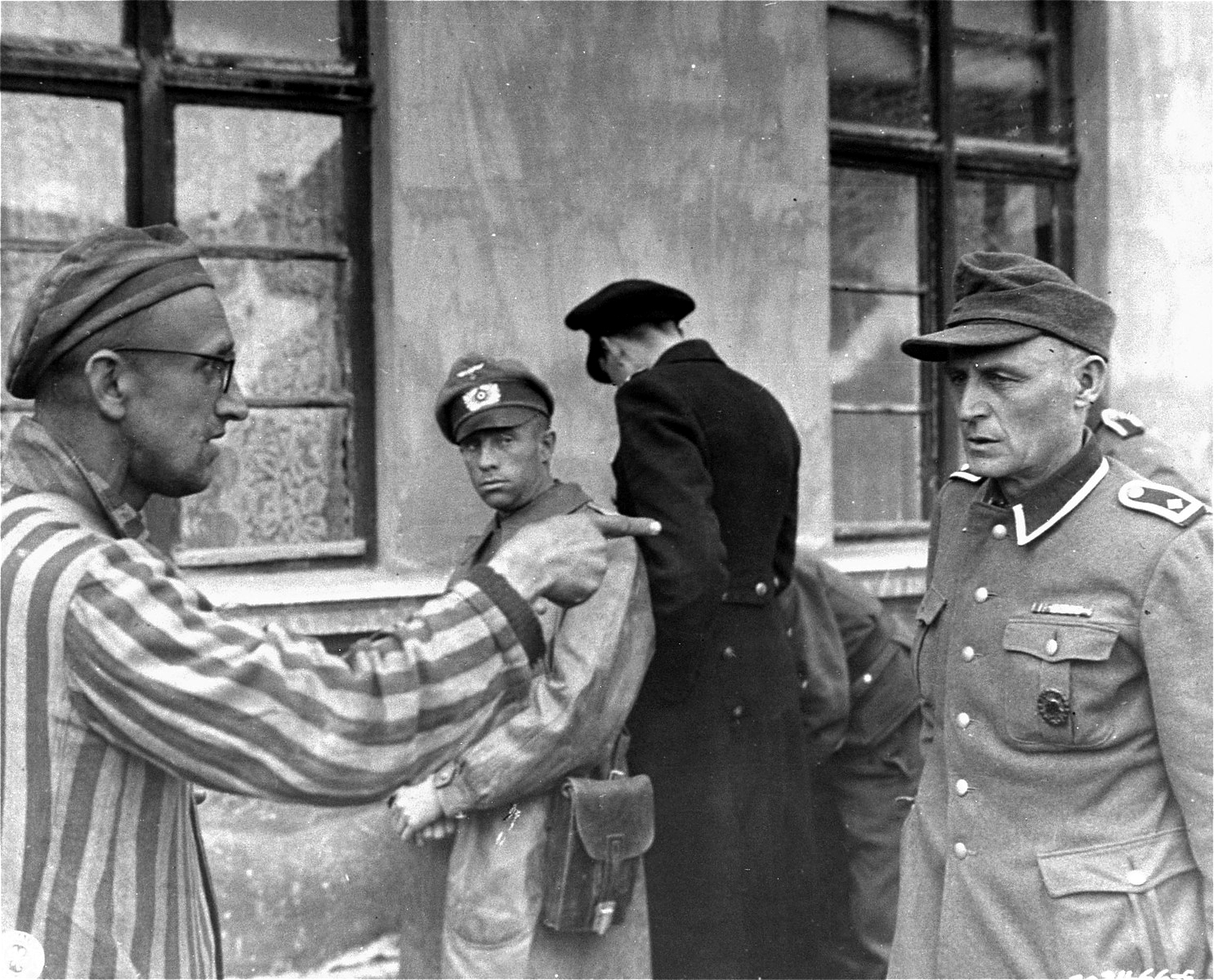
Wyzwolony przez armię amerykańską więzień KL Buchenwald wskazuje palcem esesmana z załogi obozu (1945)

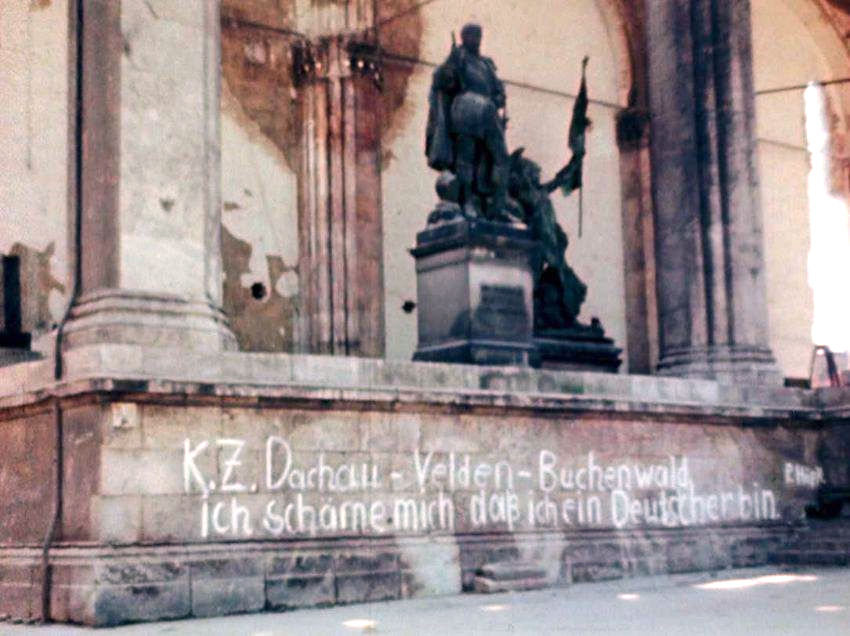
Amerykańska fotografia barwna przedstawia napis komentujący nazistowskie zbrodnie. Pomnik Feldherrnhalle w Monachium po zajęciu miasta przez wojska amerykańskie w 1945. Napis wykonany w jęz. niemieckim: Obozy koncentracyjne Dachau – Velden – Buchenwald; wstydzę się, że jestem Niemcem. Amerykanie rozwiesili w całym mieście ilustrowane plakaty w jęz. niemieckim z dużym napisem: „Wessen Schuld? Es gibt da nichts wegzefeugnen.” (Czyja wina? Nie można temu zaprzeczyć.) Plakaty pokazywały fotografie z ciałami ludzi zamordowanych przez nazistów w obozach śmierci i zamieszczono tam opis ofiar: „Rosjanie, Polacy, Żydzi, Francuzi i Czesi”. Amerykanie pozostawili także komentarz: „Das Gefühl einer ungeheuren Schuld muss alle Gewissen in Deutschland aufs tiefste erschuettern.” (Poczucie ogromnej winy musi głęboko wstrząsnąć wszystkimi sumieniami w Niemczech.)

W 1940 r. w ciągu jednej nocy Niemcy zamordowali 1700 Żydów w Nasielsku. Z terenów Polski włączonych do Rzeszy wysiedlono 600 tysięcy Żydów, którzy trafili na teren Generalnej Guberni.
Polityka ludobójstwa rozpętana przez Niemców już w połowie 1941, trwała ok. 40 miesięcy. Liczba żydowskich ofiar Holocaustu jest szacowana na prawie 6 milionów. Jedną trzecią tej liczby, czyli ok. 2 miliony, stanowiły dzieci. Liczba polskich Żydów wśród ofiar Zagłady szacowana jest według różnych źródeł od 2,6 mln do 3,3 mln osób.
Od października 1941 roku wprowadzono odrębny dla Żydów kodeks pracy, według którego mieli oni pracować bez żadnych ograniczeń czasowych (dotyczyło to już czternastolatków). Żydzi pozbawieni zostali strojów ochronnych. We wrześniu Żydzi zmuszeni zostali do noszenia gwiazdy Dawida z napisem „Jude”.
W czasie wojny z ZSRR na wschodzie zawieszono wszelkie niewojskowe transporty pociągów. Na ich miejsce powstały specjalne pociągi do przewożenia Żydów do obozów śmierci. SS dysponowała pociągami przewożącymi każdego dnia 5000 Żydów do obozu zagłady w Treblince i dwa razy w tygodniu 5000 do Bełżca. Poza obozami, najbardziej znanym miejscem ludobójstwa jest wąwóz Babi Jar koło Kijowa, gdzie w 1941 zamordowano ok. 100 000 Żydów, a także podwileńskie Ponary, gdzie naziści wymordowali prawie 80 000 Żydów.
III Rzesza Niemiecka usiłowała ukryć przed światem dokonywane przez siebie zbrodnie, w tym Holocaust i ludobójstwo Polaków. Nie udało się jej tego dokonać, czego dowodzi akcja polskiego dyplomaty Jana Karskiego, który jako pierwszy poinformował władze Wielkiej Brytanii oraz USA o trwających zbrodniach już w 1942 i zaapelował o reakcję wojskową. Latem i jesienią 1944 Światowy Kongres Żydów oraz Rada ds. Uchodźców Wojennych zaapelowały do Departamentu Wojny USA o dokonanie natychmiastowego bombardowania niemieckiego obozu śmierci Auschwitz-Birkenau. Te propozycje zostały jednak odrzucone. Rezygnacja aliantów z bombardowania torów kolejowych do obozów zagłady została uznana przez niektórych historyków jako „przerażająca moralna porażka”. Dopiero 6 czerwca 1944 Amerykanie, Brytyjczycy i Kanadyjczycy dokonali lądowania w Normandii aby wyzwolić Europę z niemieckiej okupacji.

## Nazizm a religia

Flaga Niemieckich Chrześcijan

Nazizm wywodził się z ruchu volkistowskiego, w którym występowały wpływy okultystyczne i neopogańskie (Armanen-Orden Guido von Lista, Ordo Novi Templi Jörga Lanza von Liebenfelsa). Łącznikiem między okultystycznym volkizmem i nazizmem było Thule Gesellschaft Rudolfa von Sebottendorffa. Jednocześnie nazizm czerpał z dorobku chrześcijaństwa i przyjął część chrześcijańskiej doktryny teologicznej do swojej ideologii. Chrześcijaństwo było wykorzystywane przez NSDAP do realizowania bieżących celów politycznych. Niemieccy faszyści usprawiedliwiali religią swój antysemityzm.
Michael Burleigh uważa, że nazizm stosował chrześcijaństwo do celów politycznych, a NSDAP zrezygnowało z podstawowych założeń religii, zachowując jedynie chrześcijańską emocjonalność. Jego zdaniem nazistowska koncepcja duchowości była pogańska i prymitywna. Tezy o pogańskich koncepcjach duchowości postawione przez Burleigha odrzuca Roger Griffin, który podkreśla, że naziści wykorzystali jedynie symbolikę przedchrześcijańską, a Hitler w Mein Kampf potępił zainteresowanie germańskim pogaństwem Heinricha Himmlera i Alfreda Rosenberga i określił je jako nonsens.
Program nazistów z 1920 roku gwarantował wolność dla wszystkich nie wrogich państwu wyznań religijnych, a jako religię walczącą przeciwko „duchowi materialistyczno-żydowskiemu” określił pozytywne chrześcijaństwo. Pozytywne chrześcijaństwo było doktryną podkreślającą rzekome wpływy czystości rasowej i nacjonalizmu w chrześcijaństwie; Micha Brumlik uważa, że „pozytywne chrześcijaństwo” miało być nowoczesną formą antysemickiego gnostycyzmu.
Wpływ chrześcijaństwa na narodowy socjalizm dotyczył głównie form propagandowych. W późniejszej propagandzie, naziści odwoływali się i czerpali z katolickiej historii Niemiec, odwoływali się zwłaszcza do zakonu krzyżackiego i jego ekspansji na wschodzie Europy. Naziści uważali Krzyżaków za strażników chroniących Niemców przed słowiańskim chaosem. Naziści czerpali głównie z symboliki krzyżackiej a wpływ ideowy pozostawał ograniczony. Hitler przyznał, że wiece nazistów były inspirowane rytuałami katolickimi, które obserwował w dzieciństwie.
Hitler podkreślał swoje przywiązanie do religii katolickiej i wiarę, niemniej jednak pozostawał niepraktykujący. W „Mein Kampf” wielokrotnie odwoływał się do monoteistycznego Boga. Zarazem religię prezentował jednak w sposób sprzeczny z chrześcijańską tradycją interpretując ją w duchu walki ras. Hitler potępiał Stary Testament jako Biblię Szatana, a za prawdziwą świętą księgę uważał Nowy Testament, który miał jego zdaniem wskazywać na to, że Jezus był Aryjczykiem i antysemitą. Dowodem na antysemityzm Jezusa miał być fragment z Jana 8:44, w którym Jezus miał powiedzieć Żydom, że ich ojciec jest diabłem. Krótko po przejęciu władzy w 1933 określił kościoły chrześcijańskie mianem „najważniejszego budulca naszej tożsamości narodowej” i obiecał, że zachowa wpływy chrześcijańskie w systemie szkolnictwa.
W prywatnych rozmowach ostro krytykował chrześcijaństwo: „Chrześcijaństwo to proto-bolszewizm, mobilizacja niewolników przez Żydów w celu rozwalenia budowli państwa” (19 X 1941) lub „Chrześcijaństwo to jest najgłupsza rzecz, jaka się zalęgła w chorym ludzkim mózgu, drwina ze wszystkiego, co boskie” (13 XII 1941), równocześnie w innych prywatnych rozmowach deklarował, że jest katolikiem i w pozytywnym kontekście odwoływał się do postaci Jezusa Chrystusa.
Narodowy socjalizm był jednoznacznie wrogi ateizmowi, który wiązany był z bolszewizmem i marksizmem. Hitlerowcy po przejęciu władzy zdelegalizowali szereg ruchów ateistycznych i wolnomyślicielskich, a działalność tego typu była w III Rzeszy zakazana. Jedną ze zdelegalizowanych organizacji była skupiająca pół miliona członków Niemiecka Liga Wolnomyślicielska. Hitler chwalił się potem całkowitym „wytępieniem” ruchu ateistycznego. Znanym przeciwnikiem ateizmu był Heinrich Himmler, który w swoich przemowach potępiał ateistów jako „głupich”, „aroganckich” i „megalomańskich”. Polityk podkreślał równocześnie, że narodowi socjaliści wierzą w istnienie Boga.
W NSDAP silne było też skrzydło neopogańskie skupione wokół Dietricha Eckarta, Rudolfa Hessa i Heinricha Himmlera. „Encyklopedia Katolicka” z 1993 roku podaje, że nazizm był ideologią antychrześcijańską.

### Neopogaństwo
Władze III Rzeszy popierały neopogańską obrzędowość (m.in. święta Weihart, Julfest). Neopogan wyodrębniono w kategorię statystyczną Gottgläubige, która stanowiła 5% populacji Niemiec, a 22% członków SS (przy czym w SS-Totenkopfverbände 69%). Głównymi organizacjami rasistowskich neopogan były Deutschgläubige Gemeinschaft wraz z grupami rozłamowymi (Germanische Glaubensgemeinschaft, Orden der Nordungen, Nordische Glaubensbewegung), Tannerbergbund, utworzony w 1926 r. przez Mathilde i Ericha Ludendorff, Irminglauben Karla Marii Wiliguta, Edda Gesellschaft i inne. W 1931 r. Germanische Glaubensgemeinschaft, Nordische Glaubensbewegung i Nordungowie utworzyły Nordisch-Religiöse Arbeitsgemeinschaft. W lipcu 1933 r. różne pronazistowskie grupy narodoworeligijne połączyły się pod kierownictwem Jakoba W. Hauera w Arbeitsgemeinschaft der Deutschen Glaubensbewegung (po roku przemianowaną na Deutsche Glaubensbewegung). Już rok później z DGB wyłamały się Germanische Glaubensbewegung i Nordische Glaubensgemeinschaft, a w 1936 r. Deutschgläubige Bewegung. Odrębny nurt stanowiła ariozofia (pangermański okultyzm) zorganizowana w Ariosophische Gesellschaft i Neue Kalandsgesellschaft. W III Rzeszy losy ugrupowań neopogańskich i okultystycznych były bardzo różne: o ile Wiligut został doradcą Himmlera, to Tannenbergbund został zdelegalizowany.

### Protestantyzm
Od 3000 do 17 000 pastorów kościoła luterańskiego było członkami pronazistowskiej organizacji Chrześcijan Niemieckich (1932) i Kościoła Ewangelickiego Rzeszy (1933) prowadzonego przez biskupa Ludwiga Müllera. Część duchownych pozytywnie przyjmowała prąd antysemickiego pozytywnego chrześcijaństwa. Ideologiem związanym z Niemieckimi Chrześcijanami był filozof Ernst Bergmann, który w swojej pracy 25 Thesen der Deutschreligion (Dwadzieścia pięć tez religii niemieckiej) twierdził, że fragmenty Starego Testamentu i Nowego Testamentu są niedokładne, a Jezus Chrystus w rzeczywistości nie był Żydem, lecz Aryjczykiem. Według filozofii Bergmanna nowym mesjaszem miał być Adolf Hitler. Publikacje Bergmanna zostały wpisane na indeks ksiąg zakazanych Kościoła katolickiego. Członkowie pronazistowskich organizacji protestanckich popierali usunięcie z Kościołów duchownych o żydowskich korzeniach i w pełni popierali rasistowską politykę ówczesnego reżimu. W lipcu 1944 roku, po nieudanym zamachu na Hitlera, zwierzchnicy Kościoła luterańskiego wyrazili solidarność z przywódcą III Rzeszy.
Inni duchowni przyjęli stanowisko krytyczne (Dietrich Bonhoeffer za swój opór względem reżimu nazistowskiego trafił do obozu koncentracyjnego), a w niemieckim Kościele ewangelickim działał antyfaszystowski Kościół Wyznający. Martin Niemöller, jeden z czołowych opozycjonistów wywodzących się z duchowieństwa, wygłosił słynną mowę:
„Kiedy przyszli po Żydów, nie protestowałem. Nie byłem przecież Żydem. Kiedy przyszli po komunistów, nie protestowałem. Nie byłem przecież komunistą. Kiedy przyszli po socjaldemokratów, nie protestowałem. Nie byłem przecież socjaldemokratą. Kiedy przyszli po związkowców, nie protestowałem. Nie byłem przecież związkowcem. Kiedy przyszli po mnie, nikt nie protestował. Nikogo już nie było”.
Niemöller, zanim dołączył do grona antynazistów, popierał politykę niemieckiego faszyzmu. W 1933 roku wysłał od Adolfa Hitlera telegram o treści:
„Pozdrawiamy naszego Führera, dziękując za męskie i jasne słowa, które zwróciły Niemcom honor. My, pastorzy ewangeliccy, zapewniamy o naszej całkowitej wierności i gorących modlitwach”.

### Katolicyzm
Stosunek nazizmu do katolicyzmu nie był jednolity i do dziś budzi kontrowersje. Robert Anthony Krieg twierdzi, że nastawienie hitlerowców do tej religii było nieprzychylne, co wynikało z poparcia większości katolików dla umiarkowanej Niemieckiej Partii Centrum. Trauda Litzka podaje natomiast, że nazizm i ówczesny Kościół katolicki łączyły pewne pokrewieństwa ideologiczne, wśród nich wymienia m.in. antyliberalizm, radykalny antybolszewizm i wrogość wobec międzynarodowego porządku. Niezależnie od stosunku niemieckiego faszyzmu do katolicyzmu, ruch ten starał się o przychylność katolickich wyborców, nawiązując przejściowe sojusze z politykami konserwatywno-katolickimi, co umożliwiło nazistom przejęcie w Niemczech pełni władzy. Jeszcze przed objęciem rządów Hitler obiecywał, że nie będzie walczył z Kościołem i że nie będzie prześladował chadeków.
W 1933 roku Hitler podpisał konkordat z Watykanem. Traktat ten nadał niemieckim katolikom status prawny. Zapewnił on ochronę prawną dla szkół katolickich i duchownych, w praktyce organizacje nieprzychylne rządowi były represjonowane. 30 lipca 1933 roku rząd Niemiec i Watykan podpisały Reichskonkordat – Rzesza Niemiecka wyraziła zgodę na publiczne praktykowanie religii katolickiej, jak również istnienie szkół i wydziałów teologicznych na uniwersytetach. Religia stała się jednym z obowiązkowych przedmiotów szkolnych. Zezwolono na wizyty duszpasterskie w szpitalach i więzieniach. Hitler wykorzystał konkordat, stwierdził w przemówieniu do parlamentu, że „należy to uznać za wielkie osiągnięcie”, konkordat bowiem „stworzył podstawy zaufania, szczególnie istotne w nasilającej się walce z międzynarodowym żydostwem”.
Hitlerowcy utworzyli organizację Kreuz und Adler identyfikującą się z nurtem narodowego katolicyzmu (nurt związany m.in. z frankizmem i ustaszami).

#### Represje wobec Kościoła katolickiego
Podpisanie konkordatu nie oznaczało jednak kompromisu ideologicznego czy politycznego z Kościołem. Podczas zlotu norymberskiego w 1934 roku Hitlerjugend śpiewała: „Żaden podły ksiądz nie wydrze z nas uczucia, że jesteśmy dziećmi Hitlera. Czcimy nie Chrystusa, lecz Horsta Wessela. Precz z kadzidłami i wodą święconą. Kościół nie rozumie, co dla nas jest cenne. Ta swastyka przynosi zbawienie światu; chcę podążać za nią krok w krok. Baldurze von Schirach, weź mnie ze sobą!”; a w stałym refrenie przeboju SA powtarzano: „Towarzysze z Oddziałów Szturmowych, wieszajcie Żydów, stawiajcie księży pod ścianą!”. W 1935 r. zlikwidowano obowiązek modlitwy w szkołach. W latach 1936–1937 poddano klasztory i konwent uporczywej oficjalnej kampanii oszczerstw. Setki mnichów i zakonnic pociągnięto przed sądy pod rozmaitymi zarzutami: od nielegalnych transakcji walutowych do życia seksualnego. W 1938 r. zabroniono w szkołach śpiewania kolęd i organizowania widowisk jasełkowych, w czasie wojny zakazano używania samej nazwy Boże Narodzenie. Dążono też do usunięcia krzyża z innych miejsc. W 1937 r. w rejonie Oldenburga wydano lokalne zarządzenie, by usunąć krucyfiksy z klas szkolnych. Podczas wojny symbol chrześcijaństwa zaczął stopniowo znikać ze szkół i szpitali. Począwszy od 1941 r. zaprzestano nauczania religii wszystkich uczniów powyżej lat 14.

#### Postawy środowisk katolickich
Postawy katolików wobec nazizmu były zróżnicowane. Część hierarchów solidaryzowała się z antymarksistowskimi i antysemickimi posunięciami reżimu. Biskup Conrad Gröber z Fryburga opublikował „Podręcznik współczesnych zagadnień religijnych”, w którym m.in. oskarżał Żydów o kierowanie państwem bolszewickim. Podobne poglądy głosił bp Wilhelm Berning z Osnabrück. Ten hierarcha odwiedzał nawet obozy koncentracyjne, gdzie wzywał do lojalności względem III Rzeszy. W 1936 oficjalny organ prasowy Kościoła „Klerusblatt” poparł ustawy norymberskie. W tym samym roku księża z kadzielnicami błogosławili jednostki wojskowe, które wkraczały do Nadrenii. Biskup Clemens August Graf von Galen z Münsteru podziękował Hitlerowi za demilitaryzację tego regionu i życzył mu powodzenia na przyszłość.
Katolicy podczas wyborów w 1930, 1932 i 1933 nie dali się przekonać do haseł hitlerowskich. Rozczarowani rządami SPD robotnicy katoliccy chętniej oddawali głos na KPD niż na nazistów. Przejęcie władzy przez nazistów w Niemczech budziło obiekcje części Kościoła katolickiego, który podkreślał brak zgodności między ideologią narodowosocjalistyczną a nauczaniem katolickim. Niektórzy hierarchowie, np. biskup Preysing z Berlina, byli bezkompromisowymi antynazistami. Głównymi płaszczyznami sporu były dążenia NSDAP do objęcia pełnej kontroli nad wychowaniem młodzieży, neopogańska obrzędowość propagowana przez nazistów, programy eugeniczne takie jak sterylizacja czy eutanazja (protest biskupa Galena), masakry cywili, kwestie rasowe. List pasterski Konferencji Biskupów Katolickich w Fuldzie głosił: „Religia nie może opierać się na stworzonych przez człowieka dogmatach narodowych, rasowych czy innych, ale wyłącznie na boskim objawieniu”. Grupą opozycyjną o inspiracji chrześcijańskiej była Biała Róża.

#### Wsparcie duchownych dla zbrodniarzy wojennych
Po wojennej klęsce państw Osi, w tym III Rzeszy, wielu faszystowskich zbrodniarzy wojennych uciekło ze swoich krajów za pośrednictwem księży katolickich (korzystając z paszportów watykańskich lub w przebraniu osób duchownych) do Szwajcarii i Argentyny.
Najbardziej znaną postacią w procederze przerzutu zbrodniarzy wojennych był austriacki biskup Alois Hudal, będący od 1938 roku agentem wywiadu III Rzeszy. Załatwiał uciekającym z Europy zbrodniarzom paszporty i wizy, a nawet kupował im bilety na podróż i finansował ich. Kanał przerzutowy został określony jako Rattenlinie (droga szczurów), a jego część stanowiła tzw. „droga klasztorna”. 31 sierpnia 1948 roku napisał list do prezydenta Argentyny, Juana Perona, z prośbą o 5 tysięcy wiz dla niemieckich i austriackich „żołnierzy” (zbrodniarzy wojennych). Według Hudala, nie byli to nazistowscy uciekinierzy, lecz antykomunistyczni bojownicy, których poświęcenie w czasie wojny uratowało Europę przed dominacją ZSRR. W swoich pamiętnikach Hudal pisał: po roku 1945 cała moja działalność dobroczynna była nastawiona na pomoc dla byłych członków partii narodowo-socjalistycznej i faszystowskiej, zwłaszcza dla tak zwanych zbrodniarzy wojennych [...] podlegających prześladowaniom, którzy według niego często byli całkowicie niewinni. [...] dzięki fałszywym dokumentom wielu z nich uratowałem. Mogli się wymknąć prześladowcom i uciec do szczęśliwszych krajów. Z pomocą Hudala z Europy uciekli m.in. Adolf Eichmann, Josef Mengele (który przeprowadzał eksperymenty pseudomedyczne w obozie Auschwitz), a także Alois Brunner, Walter Rauff, Franz Stangl, Gustav Wagner, Ante Pavelić, Klaus Barbie i Erich Priebke. Gdy kwestia pomocy Hudala została nagłośniona w 1947 roku, w wyniku nacisków innych biskupów, Hudal został zmuszony do rezygnacji z aktywnego życia kościelnego.

### Nazizm jako religia
Michael Hesemann w książce „Religia Hitlera” dowodzi, że za religię można uznać hitleryzm sam w sobie. W jego opinii bowiem nazizm posiada wszystkie charakterystyczne cechy religii, takie jak nauka o zbawieniu, święte księgi, budowle i miejsca święte czy rozbudowaną liturgię. Hitler, głosząc wyższość rasy aryjskiej, nie próbował udowodnić tego na gruncie naukowym; zamiast tego posługiwał się mitem jej boskości, tym samym stosując argumentację gnostycką (zamiast darwinistycznej). Interpretacja nazizmu jako religii pozwala wyjaśniać jego zbrodnie jako wynikające z religijnego obłędu.

## Skutki

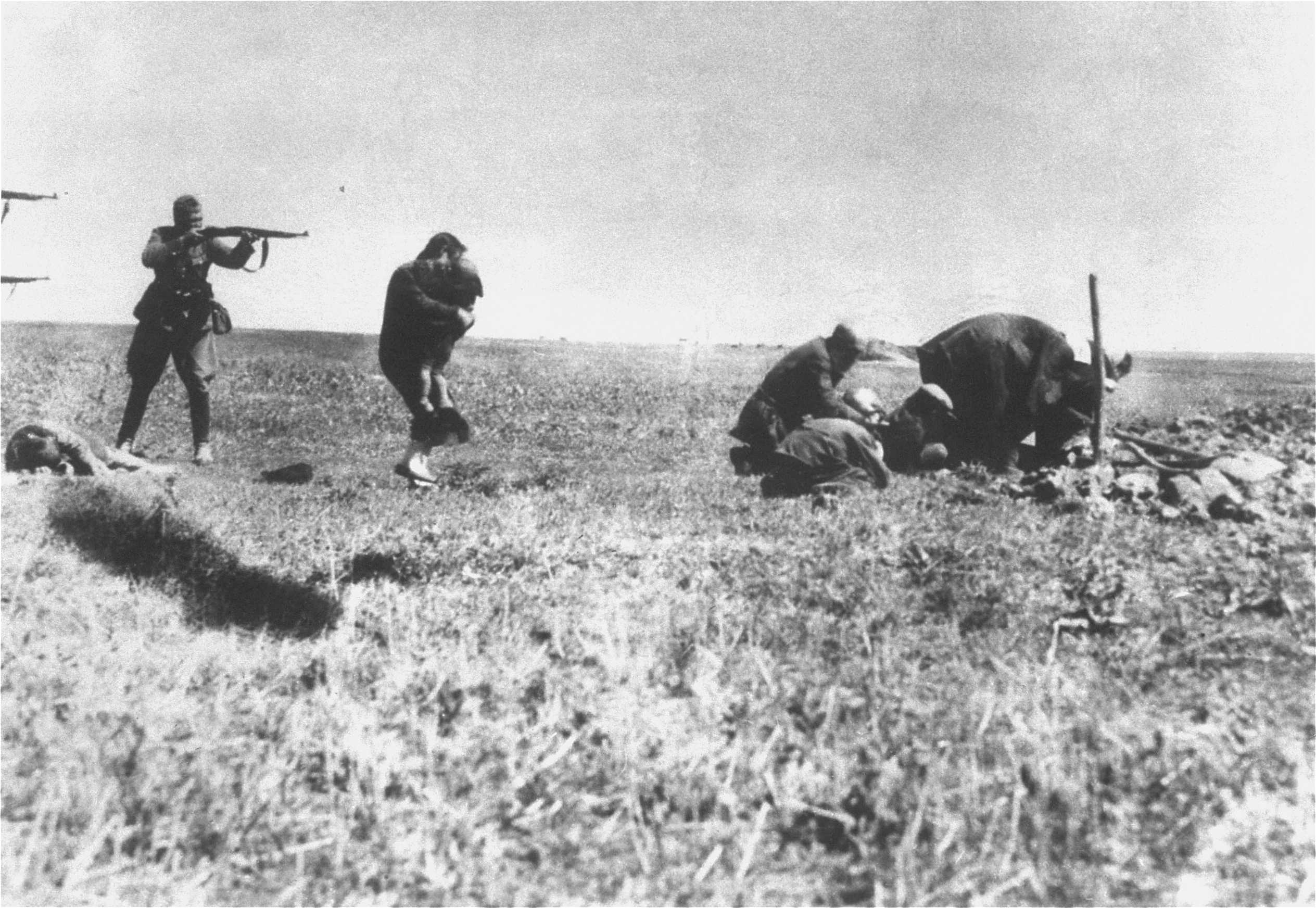
Nazistowska egzekucja Żydów (ZSRR 1942)

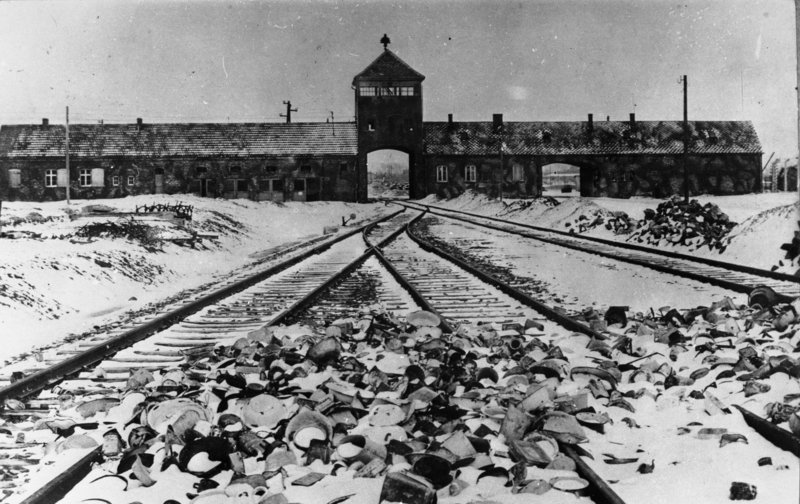
Auschwitz-Birkenau

Ideologia hitleryzmu doprowadziła do powstania w Niemczech państwa totalitarnego, które swoją ekspansjonistyczną, mocarstwową polityką doprowadziło do wybuchu II wojny światowej. W czasie swojego panowania w Niemczech i w państwach okupowanych, ideologia ta doprowadziła do zbrodni wojennych, wprowadzania rządów terroru i ludobójstwa, szczególnie w odniesieniu do ludności pochodzenia żydowskiego.
W roku 1933, w wyniku wyborów do Reichstagu, NSDAP przejęła władzę w Niemczech i wprowadziła totalitarne rządy, oparte na monopolistycznej pozycji partii. Jej przywódca, Adolf Hitler, został kanclerzem Niemiec, a w roku 1934 objął dodatkowo funkcję prezydenta, przybierając nieformalny (nigdy nie przyjęty oficjalnie i niezgodny z prawem) tytuł – Führer. Hitler dotrzymał słowa danego wielkiemu kapitałowi i rozprawił się z radykalnym społecznie skrzydłem swojej partii (noc długich noży), likwidując instytucje wolnorynkowe, ale nie naruszając własności prywatnej; nie dotyczyło to Żydów, których wyjęto spod ochrony prawnej, jaką mieli niemieccy obywatele (ustawy norymberskie, 1935).
Po wybuchu II wojny światowej armia i inne organizacje zbrojne III Rzeszy zaczęły stosować terror, a od 1941 roku – zorganizowane ludobójstwo. W pierwszej kolejności dążono do eksterminacji wszystkich Żydów (Holocaust) i Cyganów (Porajmos), a następnie Słowian, z których jednak część miała służyć jako niewolnicy „panów” Niemców.
Hitlerowcy utworzyli 42 500 gett i obozów, w tym 30 000 obozów pracy i 980 obozów koncentracyjnych.

## Ugrupowania nazistowskie poza Niemcami

### Kraje germańskie
W Szwecji w 1933 roku założona została Narodowosocjalistyczna Partia Robotników Szwecji. Założycielem partii był były członek Partii Narodowosocjalistycznej Sven Olof Lindholm. Młodzieżówką partii była grupa Ungdom Nordisk działająca według wzorców NSDAP. Partia identyfikowała się ze strasseryzmem znajdującym się na lewo od hitleryzmu. Stopniowo dystansowała się od związku z Niemcami, aż w końcu zupełnie zerwała z nazizmem. Od 1938 roku zmieniła nazwę na Szwedzka Jedność Socjalistyczna i usunęła symbole partyjne kojarzone z ruchem nazistowskim. Partia zanikła w czasie II wojny światowej. Partia rozwiązała się po 1945 roku, a jej byli członkowie powołali Den Svenske Folksocialisten.
W listopadzie 1930 roku w Danii naziści powołali ugrupowanie pod nazwą Narodowosocjalistyczna Duńska Partia Robotnicza. Partia wzorowała się na niemieckiej partii faszystowskiej. Liderem ruchu duńskich nazistów był m.in. Cay Lembecke. Partia była marginalna i liczyła zaledwie kilkuset zwolenników. W 1933 roku szefem grupy został Duńczyk pochodzenia niemieckiego, Frits Clausen. Większość zwolenników partii pochodziła z Jutlandii, która dawniej należała do Niemiec, przez co część zwolenników partii popierała przyłączenie tego regionu do Rzeszy (jednocześnie partia deklarowała lojalność duńskiemu kościołowi i monarchii). Po agresji niemieckiej partia podjęła się kolaboracji. Partię rozwiązano w 1945 roku po wyzwoleniu Danii.
W Holandii powstał Narodowo-Socjalistyczny Ruch Holenderski, ugrupowanie wzorowało się na faszystach włoskich i niemieckich. Po 1936 roku partia nie miała jednak charakteru antysemickiego i należało do niej nawet kilku Holendrów pochodzenia żydowskiego.

### Ameryka i RPA
W USA w latach 30. działały grupy, tj. Srebrny Legion Williama Dudleya Pelleya, German-American Bund Fritza Kuhna. Poparcie dla nazizmu wyrażał m.in. ojciec Charles Coughlin z radia katolickiego w Detroit, potępiający wpływ bezbożnych kapitalistów, Żydów, komunistów, międzynarodowych bankierów i plutokratów na politykę zagraniczną USA, czy też Charles Lindbergh, który w 1941 oświadczył: Trzy najważniejsze grupy, pchające ten kraj do wojny, to Brytyjczycy, Żydzi i administracja Roosevelta. George Rockwell powołał marginalną Amerykańską Partię Nazistowską, która w następnych dziesięcioleciach poparła ruch white power i sprzeciwiała się ruchowi praw obywatelskich.
W RPA w 1938 roku powstała afrykanerska Ossewabrandwag i bojówki Stormjaers. Partia była pod wpływem NSDAP, a w czasie II wojny światowej opowiadała się przeciwko współpracy RPA z Wielką Brytanią. Po zamachach terrorystycznych przeprowadzonych przez jej członków, niektórzy jej przywódcy trafili do aresztów, ale partia nigdy nie została oficjalnie zdelegalizowana. Po 1945 roku, kilku byłych członków ruchu weszło w skład dyktatury apartheidu. Grupa została wchłonięta przez Partię Narodową. Były bojówkarz partii Balthazar Johannes Vorster, w latach 1966–1978 pełnił funkcję premiera RPA.
Grupy nazistowskie powstały nawet w Kostaryce. W latach 30. sympatycy nazizmu wywodzący się głównie ze społeczności niemieckiej zbierali się w Klubie Niemieckim.

### Polska
W Polsce ugrupowania narodowosocjalistyczne nie odgrywały znaczącej roli. Niektóre z nich to: Narodowo-Socjalistyczna Partia Robotnicza, Radykalny Ruch Uzdrowienia J.Kowala-Lipińskiego, Polska Partia Narodowo-Socjalistyczna, Polska Partia Narodowo-Socjalistyczna „Warta”, Narodowy Front Chłopsko-Robotniczy. Część historyków dostrzega podobieństwo pomiędzy ideologią nazistowską a doktrynami Obozu Narodowo-Radykalnego oraz Ruchu Narodowo-Radykalnego. Z narodowym socjalizmem bywa wiązana Narodowa Organizacja Radykalna, kolaboracyjna organizacja działająca na początku niemieckiej okupacji Polski.

### Inne ruchy faszystowskie czerpiące z nazizmu

Flaga Christus Rex – organizacji czerpiącej z nazizmu

We Flandrii w Belgii od 1933 roku działał Flamandzki Związek Narodowy, którego przywódcą był Staf de Clerg. Partia deklarowała chęć oderwania Flandrii od Belgii i przyłączenia tego regionu do macierzy – Holandii. Na równi z FZN w Walonii działał Christus Rex założony przez Léona Degrelle. Obydwa ugrupowania wyrażały podziw dla postaci Hitlera i prezentowały antysemityzm, a w przypadku reksistów wyraźny był ultra katolicyzm. W okresie wojny partie te podjęły się kolaboracji z hitlerowcami. Działacze tych grup założyli kolaboracyjne jednostki wojskowe – 28 Ochotniczą Dywizję Grenadierów Pancernych SS (1 walońską) Walonnien i Legion Flandryjski.
W 1932 roku w Bułgarii założony został pronazistowski Narodowy Ruch Socjalny, związany z Krajowym Związkiem Bułgarskich Legionów. Gdy w 1944 roku Bułgaria zawarła sojusz z ZSRR, liderzy NRS uciekli do Rzeszy i utworzyli bułgarski kolaboracyjny rząd na uchodźstwie.
W latach 20. premierem Węgier był Gyula Gömbös, który posługiwał się terminem narodowy socjalizm i zajmował silnie proniemieckie stanowisko.

#### Ugrupowanie tworzące rządy satelickie
Głównym ugrupowaniem faszystowskim Norwegii był Nasjonal Samling Vidkuna Quislinga. Quisling rozpoczynał swoją karierę jako działacz chadeckiej Partii Chłopskiej, po rozłamie w partii utworzył nowe ugrupowanie, które do 1935 roku było partią o charakterze konserwatywno-religijnym. Po 1935 partia zbliżyła się do narodowego socjalizmu. 9 kwietnia 1940 roku partia dokonała zamachu stanu, a z pomocą hitlerowców utworzyła kolaboracyjną juntę wojskową. Sam Quisling w 1943 roku został premierem rządu satelickiej Norwegii. Po wyzwoleniu Norwegii nazwisko Quislinga stało się synonimem słowa „kolaborant”.
Pod silnym wpływem nazizmu znaleźli się chorwaccy ustasze. Tytuł lidera ugrupowania, Ante Pavelića, Poglavnik, oparty został na tytule Duce Benito Mussoliniego i Führer Adolfa Hitlera. Ustasze odpowiedzialni są za ludobójstwo; w czasie swoich totalitarnych rządów dokonywali masowych eksterminacji Żydów, Cyganów i Serbów oraz Chorwatów wyznających prawosławie bądź posądzonych o komunizm.
W czasie okupacji Grecji, Niemcy próbowali utworzyć rząd faszystowski. Na czele rządu stanął faszysta grecki Jeorjos Tsolakoglu. Tamtejsi kolaboranci powołali oddziały zwane jako Bataliony Bezpieczeństwa, zajmowały się one walką z republikańską partyzantką ELAS i mniejszymi grupami walczącymi z okupantami.

Flaga Strzałokrzyżowców

Na Węgrzech wytworzył się ruch zwany Strzałokrzyżowcami. Jego przywódcą został późniejszy zbrodniarz wojenny Ferenc Szálasi. W 1937 roku partia została zdelegalizowana na skutek radykalizacji działaczy grup. Strzałokrzyżowcy posługiwali się symboliką nazistowską (np. swastyka mająca zdaniem grupy oznaczać rasę Aryjczyków). Partię odbudowano w 1939 roku. Grupa ta sprawowała totalitarną władzę na Węgrzech od 15 października 1944 roku do stycznia 1945 roku. W okresie swoich rządów strzałokrzyżowcy prowadzili politykę eksterminacji ludności żydowskiej. W kraju istniały również mniejsze partie o profilu narodowo-socjalistycznym.

## Porównanie nazizmu z faszyzmem włoskim
Pomimo licznych zbieżności między faszyzmem włoskim a nazizmem występowały też istotne różnice. Dla nazizmu wartością najwyższą był rasistowsko rozumiany naród (Volk), natomiast dla włoskich faszystów idealistycznie pojmowany naród. Według Rogera Eatwalla biologiczny rasizm i antysemityzm był podstawą ideologii NSDAP, faszyzm włoski początkowo wolny był od rasizmu i antysemityzmu (w jego szeregach byli nawet działacze żydowskiego pochodzenia jak Aldo Finzi), dopiero od roku 1938 pod wpływem sojuszu z Trzecią Rzeszą zaczął przejmować koncepcje rasistowskie, chociaż w antysemickim duchu w mniej agresywnych tonach faszyści wypowiadali się już od 1919 roku. Mussolini w 1919 roku stwierdził, że za rewolucję w Rosji odpowiadają żydowscy bankierzy z Nowego Jorku i Londynu a 80% przywódców radzieckich to Żydzi. W 1934 roku w deklaracji końcowej Faszystowskiego Kongresu Międzynarodowego stwierdzono m.in. że Żydzi parają się okultyzmem, próbują doprowadzić do międzynarodowej rewolucji, zwalczają cywilizację chrześcijańską i idee patriotyczne.
W faszyzmie włoskim od początku obecny był mit „Aryjczyka”. Już w 1921 roku Mussolini określił Włochów jako przedstawicieli rasy aryjskiej i śródziemnomorskiej. Mussolini wyrażał zaniepokojenie niskim wskaźnikiem urodzeń białych w innych krajach. Mussolini uznał, że trend ten zatrzymać można poprzez stosowanie eugeniki i wspieranie przyrostu naturalnego białych. Wówczas jednak faszyści włoscy ze sceptycyzmem odnosili się do rasizmu niemieckiego, uznając przodków ówczesnych Niemców za gorszych od starożytnych Rzymian (którzy w polityce rasowej faszystów włoskich stali wyżej) „Trzydzieści wieków historii pozwala nam patrzeć z wielką żałością na niektóre doktryny, które są wykładane za Alpami przez tych, których przodkowie byli analfabetami kiedy Rzym miał Cezara, Wergiliusza i Augusta”. Opinie te były rasistowską odpowiedzią na obwieszczone w 1934 roku badania eugeniki nazistowskiej w których stwierdzono, że „Włosi są rasą pół-negroidalną” (co według nazistów miało ich czynić gorszymi od Niemców). Dlatego też Mussolini jeszcze na początku lat 30. mówił: „nie ma już czystych ras [...]. Szczęśliwe skrzyżowanie ras stawało się właśnie nieraz przyczyną siły i piękna narodów. [...] Dumie narodowej nie potrzeba wcale obłędu rasowego”.
Wspólnym elementem był antyslawizm. Mussolini już w czasie przemówienia z 20 września 1920 r. nazwał Słowian mianem barbarzyńców, a w kontekście obszarów spornych z Jugosławią stwierdził, że wymienić należy 50 000 barbarzyńców zamieszkujących te rejony na 50 000 Włochów. Po objęciu rządów faszyści niemal całkowicie wyniszczyli wszystkie organizacje kulturalne Słoweńców i na masową skalę prowadzono politykę italianizacji (nie bez powodu działacze narodowi ze Słowenii założyli wyzwoleńczą organizację TIGR rozbitą przez Włochów w 1941 r.). W wypowiedziach faszystów wprost pojawiły się wezwania do eksterminacji wszystkich przedstawicieli narodu słoweńskiego. W regionie Ljubljany deportowano około 7,5% populacji słoweńskiej, a deportowani ludzie trafili do włoskich obozów koncentracyjnych na wyspie Rab, w Gonars, Monigo, Renicci d’Anghiari, Chiesanuova i innych. Mario Roatta odpowiedzialny był za masowe represje na ludności cywilnej słoweńskiej i zbrodnie wojenne w Słowenii. 25 lutego 1942 roku zaledwie dwa dni po założeniu obozu koncentracyjnego w Gonars przybył do niego pierwszy transport 5343 więźniów (w tym 1643 dzieci), więźniowie pochodzili z przeludnionych w tym czasie obozów koncentracyjnych Rab i Monigo. Przemoc wobec ludności cywilnej słoweńskiego pochodzenia wzorowana była na polityce hitlerowców. Generał Roatta wydał specjalne instrukcje, w których domagał się od żołnierzy, aby przeprowadzali czystki najbardziej energicznie i bez fałszywego współczucia. Jeden z żołnierzy Roatta w liście do domu z 1 lipca 1942 roku pisał: Mamy zabić wszystkich, od góry do dołu, nie szczędząc niewinnych. Co noc zabijamy całe rodziny (...). Po wojnie generał znalazł się na liście najbardziej poszukiwanych włoskich zbrodniarzy wojennych, poszukiwany był przez rząd Jugosławii i innych państw, nigdy jednak nie został osądzony ze względu na to, że wraz z początkiem zimnej wojny, rząd Wielkiej Brytanii widział pośród części zbrodniarzy wojennych gwarancję antykomunistycznej drogi powojennych Włoch.
Polityka włoskiego faszyzmu wobec Kościoła oscylowała między konfliktem (ataki na instytucje katolickie w okresie walki o władzę, konflikt dotyczący wychowania młodzieży w 1931 roku) i współpracą (Traktaty Laterańskie w 1929 roku), według Grunberga w przypadku NSDAP „główną linię partii w sprawach religii wyrażała totalna opozycja Rosenberga wobec chrześcijaństwa w jakiejkolwiek formie”. Choć Benito Mussolini jako pierwszy proklamował koncepcję państwa totalitarnego, nie rozwinął jej jednak do tego stopnia jak naziści. W zakresie polityki społeczno-gospodarczej włoscy faszyści budowali system korporacyjny, podczas gdy naziści preferowali bezpośrednią kontrolę gospodarki przez aparat państwowy.
Włoscy faszyści agresywną politykę rasistowską i antysemicką przyjęli w 1938 r. Skrajne poglądy obwieszczono w „Manifeście Rasy” („Manifesto della razza”). Promowano w nim czysto biologiczne pojęcie rasy, jako tworu niezwiązanego z wyznaniem czy filozofią. Według manifestu Włosi różnią się od innych narodów nie tylko językiem, kulturą, historią, ale także wyglądem i przynależnością do rasy Aryjczyków o cechach Nordyków. Dokument (który w dużej mierze stanowił kopię nazistowskich Ustaw norymberskich) podkreślał odróżnienie Europejczyków zachodnich od wschodnich oraz osób czarnoskórych i Żydów. Faszyści pozbawili Żydów obywatelstwa, a także zabronili im pełnienia ważnych funkcji państwowych.

## Porównania nazizmu ze stalinowskim ZSRR
W 2009 roku w rezolucji „Zjednoczenie podzielonej Europy” Zgromadzenie Parlamentarne OBWE zrównało totalitarne systemy niemieckiego nazizmu i radzieckiego stalinizmu. W rezolucji przeczytać można, że w XX wieku kraje Europy ucierpiały z rąk dwóch reżimów totalitarnych, co poniosło za sobą zbrodnie przeciwko ludzkości i ludobójstwa. Zrównanie to budzi sprzeciw Rosji, jak uważają rozmówcy pisma „Kommiersant”, porównanie stalinizmu i faszyzmu jest niewłaściwe ze względu na to, że „to właśnie stalinowski ZSRR poniósł największe ofiary i wniósł największy wkład w uwolnienie Europy od faszyzmu”. Według stanowiska Moskwy rezolucja ta to „obraźliwa, antyrosyjska akcja” i „gwałt na historii”.
Według autorów Czarnej księgi komunizmu różnica między narodowym socjalizmem a radzieckim komunizmem „polega jedynie na tym, że nazistowski podział rasowy i terytorialny zastępuje podział na warstwy (klasy)”. Z kolei Margaret Buber-Neumann, była niemiecka komunistka, więziona w latach 1937–1940 w GUŁagu, a następnie w latach 1940–1945 w Ravensbrück, w wydanych po wojnie wspomnieniach wskazywała na liczne podobieństwa praktyki obu reżimów, wskazując przede wszystkim na pogardę dla życia ludzkiego, kult przemocy, wykorzystywanie pracy niewolniczej przez oba systemy. Jej zdaniem idee nazizmu od początku były zbrodnicze, natomiast idea komunistyczna jako teoria mogła zawierać fundamentalny błąd, lub też ideały zdradziła praktyka radziecka pod rządami Józefa Stalina, która jej zdaniem zamieniła ZSRR w odmianę faszyzmu.
Według Adama Leszczyńskiego piszącego w kontekście powstania warszawskiego i książki Obłęd '44, czyli jak Polacy zrobili prezent Stalinowi, wywołując Powstanie Warszawskie Piotra Zychowicza, między reżimem w ZSRR a III Rzeszy istniała zasadnicza różnica jakościowa, według niego komunistom przyświecały szczytne cele równości i sprawiedliwości, a celem hitlerowców była wyłącznie eksterminacja rasy podludzi. Slavoj Žižek również twierdził, że o ile stalinizm był „tragicznym wymiarem nieudanego projektu emancypacyjnego”, o tyle nazizm był „nader dobrze działającym przedsięwzięciem antyemancypacyjnym”. Žižek zaznaczał ponadto, że w przeciwieństwie do wyzwalającego potencjału komunizmu jako idei, nazizm był już na etapie teoretycznym przedsięwzięciem „perwersyjnym”: „byłoby po prostu śmieszne postrzegać Holokaust jako swego rodzaju tragiczną perwersję szlachetnego projektu nazistowskiego – ten projekt był wprost Holokaustem”.

## Nazizm a inne ideologie
Niektórzy badacze i publicyści doszukują się elementów ideologii nazistowskiej w bardzo różnych ruchach tak prawicowych (np. Wolnościowa Partia Austrii) jak lewicowych organizacji pozaeuropejskich takich jak Czerwoni Khmerzy.

## Penalizacja działalności i propagandy nazistowskiej w Polsce
Propagowanie totalitarnych metod i praktyk działania nazizmu jest zakazane w Polsce z mocy prawa i podlega odpowiedzialności karnej. Regulują to:
Konstytucja Rzeczypospolitej Polskiej (Dz.U. z 1997 r. nr 78, poz. 483):
| Art. 13. |
| Zakazane jest istnienie partii politycznych i innych organizacji odwołujących się w swoich programach do totalitarnych metod i praktyk działania nazizmu, faszyzmu i komunizmu, a także tych, których program lub działalność zakłada lub dopuszcza nienawiść rasową i narodowościową, stosowanie przemocy w celu zdobycia władzy lub wpływu na politykę państwa albo przewiduje utajnienie struktur lub członkostwa. |

Ustawa z dnia 6 czerwca 1997 r. Kodeks karny (Dz.U. z 2022 r. poz. 1138 t.j.):
| Art. 256. |
| § 1. Kto publicznie propaguje nazistowski, komunistyczny, faszystowski lub inny totalitarny ustrój państwa lub nawołuje do nienawiści na tle różnic narodowościowych, etnicznych, rasowych, wyznaniowych albo ze względu na bezwyznaniowość, podlega karze pozbawienia wolności do lat 3. |
| § 1a. Tej samej karze podlega, kto publicznie propaguje ideologię nazistowską, komunistyczną, faszystowską lub ideologię nawołującą do użycia przemocy w celu wpływania na życie polityczne lub społeczne. |
| § 2. Karze określonej w § 1 podlega, kto w celu rozpowszechniania produkuje, utrwala lub sprowadza, nabywa, zbywa, oferuje, przechowuje, posiada, prezentuje, przewozi lub przesyła druk, nagranie lub inny przedmiot, zawierające treść określoną w § 1 lub 1a albo będące nośnikiem symboliki nazistowskiej, komunistycznej, faszystowskiej lub innej totalitarnej, użytej w sposób służący propagowaniu treści określonej w § 1 lub 1a. |

| Art. 257. |
| Kto publicznie znieważa grupę ludności albo poszczególną osobę z powodu jej przynależności narodowościowej, etnicznej, rasowej, wyznaniowej albo z powodu jej bezwyznaniowości lub z takich powodów narusza nietykalność cielesną innej osoby, podlega karze pozbawienia wolności do lat 3. |

Do lipca 2011 r. artykuł 256 kodeksu karnego, kończył się sformułowaniem „albo będące nośnikiem symboliki faszystowskiej, komunistycznej lub innej totalitarnej”. Zapis ten został wykreślony wyrokiem Trybunału Konstytucyjnego z dnia 19 lipca 2011 r. Trybunał uznał, że przepis nie spełnia kryteriów określoności i w konsekwencji „orzeczenie o niekonstytucyjności art. 256 § 2 in fine k.k. oznacza, że ograniczone zastosowanie znajdzie art. 256 § 4 k.k. Na jego podstawie sąd będzie mógł orzec przepadek przedmiotów zawierających treść określoną w art. 256 § 1 k.k. Nie będzie to natomiast możliwe w odniesieniu do przedmiotów będących nośnikiem symboliki faszystowskiej, komunistycznej lub innej totalitarnej”.